# Новоиерусалимский монастырь
Воскресе́нский Новоиерусали́мский монасты́рь — ставропигиальный мужской монастырь Русской православной церкви в городе Истре Московской области.
Основан в 1656 году патриархом Никоном, по замыслу которого под Москвой должен был быть воссоздан комплекс святых мест Земли Израильской.

## История

### Основание

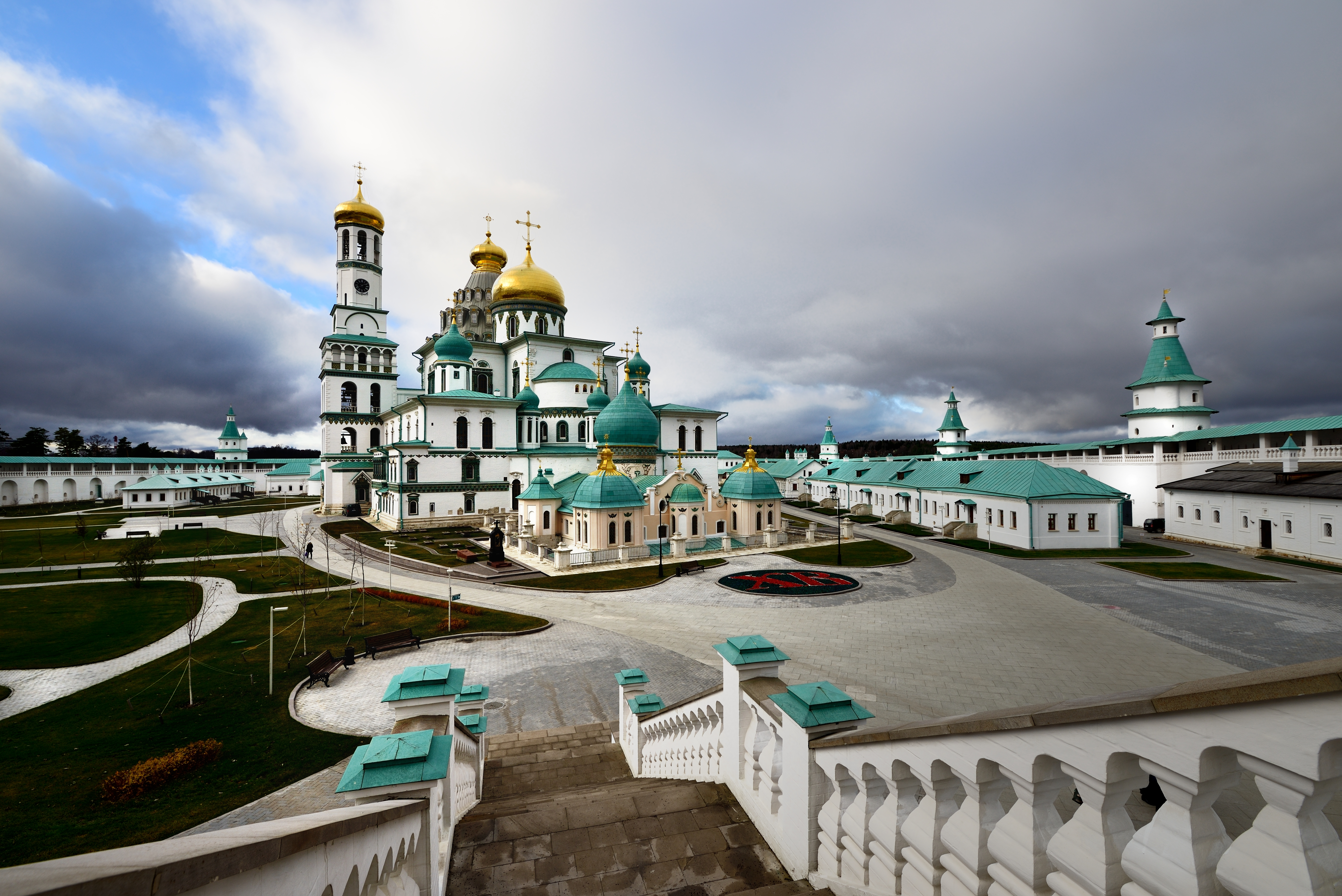
Ансамбль монастыря, вид со стены

Это не первая попытка перенести образ храма Гроба Господня, связанного со святынями, на территорию России. Среди памятников, в которых могло отразиться влияние палестинского «первообраза», исследователи называют храм Покрова на Рву и проект «Святая Святых» в Московском Кремле (последний, задуманный ещё Борисом Годуновым, так и не был осуществлён. Остаётся открытым и вопрос, что могло послужить образцом для «Святая Святых» этого проекта — ветхозаветный Храм Соломона или храм Гроба Господня).
Земли, на которых предполагалось расположить новую обитель, находились во владении вотчинников, и патриарх добился от царя Алексея Михайловича особого права приобретать земельные владения. До создания обители все земельные приобретения оформлялись на Валдайский Иверский монастырь. К территории будущего монастыря присоединились бывшие земли боярина Василия Шереметева, князя Алексея Трубецкого, стольника Романа Боборыкина. Монастырские сооружения были возведены на землях деревни Редькино, купленной у дьяка Лукьяна Голосова.

### Первый этап строительства

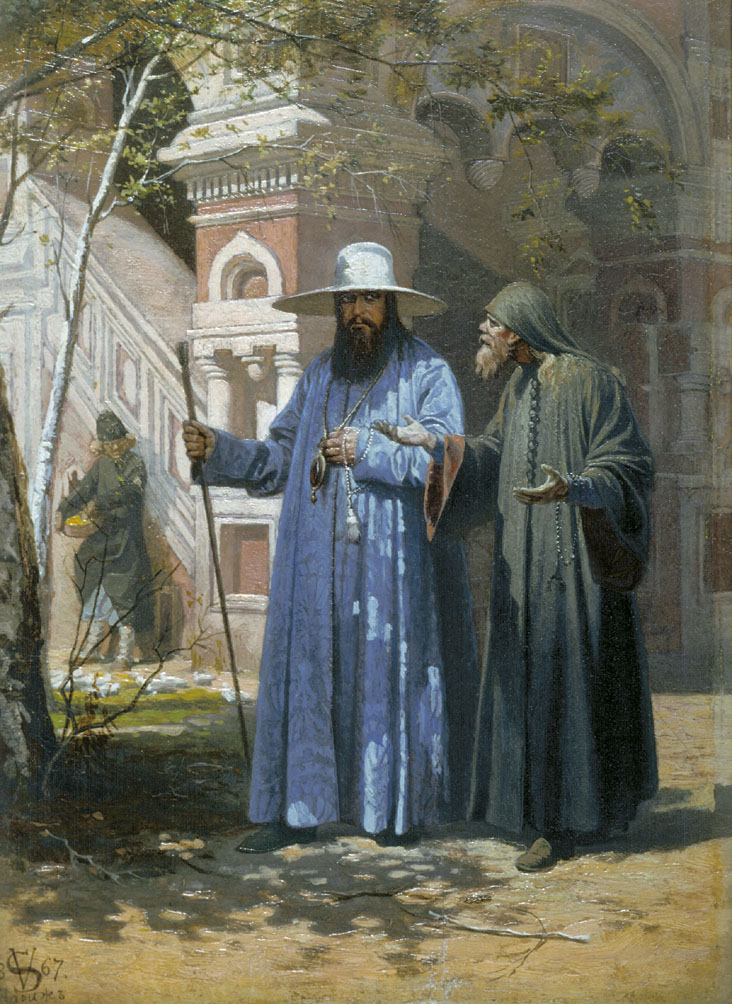
Вячеслав Шварц. Патриарх Никон в Новоиерусалимском монастыре. 1867. Государственная Третьяковская галерея, Москва

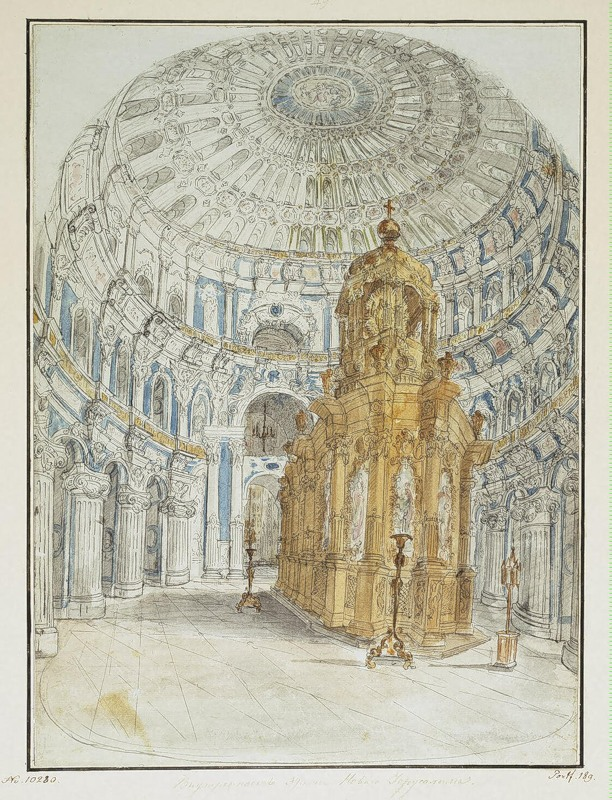
Фёдор Алексеев. Воскресенский собор Ново-Иерусалимского монастыря. Внутренний вид

Окрестности будущей обители подверглись перепланировке: лес по берегу реки Истры вырублен, а холм, на котором возводился монастырь, досыпан и укреплён. Прежние наименования были изменены на новые, взятые из евангельских текстов. Мужской монастырь был заложен на холме, прозванном Сион. К востоку от него располагался Елеонский холм с каменной Елеонской часовней , на севере — холм Фавор. На берегу реки Истры, переименованной в Иордан, был построен скит патриарха (до середины XIX века назывался «отходной пустынью»), в котором были размещены две церкви — Богоявления и апостолов Петра и Павла (освящены в 1662 году). Был основан также небольшой женский монастырь — Вифания, названный по городу, упомянутому в Новом Завете. Некоторые здания повторяют очертания сооружений Иерусалима, как, например, Воскресенский собор (1656—1685), создан по образу и подобию храма Гроба Господня.
На строительные работы, для производства которых «требовалось огромное количество как квалифицированных мастеров, так и подсобной рабочей силы», были привлечены монастырские крестьяне, в том числе и из отдалённых вотчин. Крестьяне в своих челобитных жаловались на то, что, оторванные от дома, они лишены возможности заниматься собственным хозяйством. Положение занятых на работах не облегчало предоставление им некоторых льгот. Один из современных Никону писателей-старообрядцев критиковал патриарха за то, что «простых крестьян тяжкими труды умучил, созидаючи горкой свой Иеросалим».
При Никоне на территории монастыря был возведён комплекс традиционных для русского зодчества деревянных сооружений. В 1656 году построена деревянная Воскресенская церковь с трапезной, келарской и служебными помещениями. 18 октября 1657 года на её освящении присутствовал царь Алексей Михайлович. Именно он, глядя на постройки обители с Елеонского холма, впервые назвал монастырь Новым Иерусалимом, это обстоятельство было отмечено на памятном кресте, установленном на Елеоне. Почти сразу после основания монастырь стал крупным землевладельцем. В разных уездах России для него были приобретены вотчины. На большую часть земли царём Алексеем Михайловичем были выданы жалованные грамоты.
Воскресенский собор был заложен в сентябре 1658 года — архимандрит Леонид (Кавелин), опираясь на надпись на колоколе, отлитом при патриархе, относит это событие к 1 сентября. В этом же году Никон был удалён из Москвы. До конца 1666 года патриарх находился в Новом Иерусалиме, руководя строительством собора. В его личное управление были переданы три основанные им монастыря: Воскресенский, Иверский, Крестный. Из документов того периода следует, что монастыри были объединены в одну вотчину, в которую входили солеварни в Усолье Камском и Старой Руссе, рыбные ловли на Кольском полуострове, два московских подворья, земли в центральных и северных уездах. Большая часть доходов с этого владения шла на строительство Воскресенского собора.
В монастыре работали белорусские мастера, присланные Никоном ещё до опалы. Первым архитектором Нового Иерусалима стал Пётр Заборский — «золотых, серебряных и медных, ценинных и всяких рукодельных хитростей изрядный ремесленный изыскатель, потрудившийся о украшении сея святые церкви в ценинных и в иных делах немалое время». Строительные работы остановились, когда Никон был сослан в Ферапонтов монастырь, а по указу Алексея Михайловича от 22 декабря 1667 года мастера (всего 31 человек) из Нового Иерусалима были переведены в Оружейную палату.
В XVII веке в монастыре существовала библиотека, собранная по инициативе Никона. Её основу составили личные книги патриарха, переданные им в 1661 году монастырю, в том числе греческие рукописи из афонских монастырей с текстами античных и раннехристианских авторов. В библиотеке монастыря находились, среди прочего, Изборник Святослава 1073 года, Юрьевское Евангелие (XII век), списки летописей (Воскресенская и Никаноровская), том Лицевого свода (XVI век), хронографы, родословные книги, небольшое количество иностранных изданий практического назначения, печатные книги для каждодневного богослужения и чтения. Большое место занимала переводная литература: сочинения философского содержания, книги по филологии, истории. Патриарх постоянно поддерживал связи с украинскими монахами-переводчиками даже во время своей опалы. Переводы книг, созданные под руководством Епифания Славинецкого, регулярно присылались в монастырь из Москвы. В монастырской библиотеке были широко представлены книги, изданные в Киеве, Вильно, Остроге, Львове, Кракове, Кутеинском монастыре под Оршей, Иверском монастыре. К концу XVII века здесь хранились около 600 книг. Пятьсот экземпляров из монастырской библиотеки в 1674 году были взяты в Патриаршую ризную казну. В 1666—1676 годах в монастыре работала типография, переведённая патриархом Никоном из Иверского монастыря. Рукописи из библиотеки монастыря описаны Амфилохием в 1859 году в его «Описании рукописей Воскресенского ставропигиального первоклассного монастыря, именуемого Новый Иерусалим». В 1907 году все рукописные книги были переданы в Синодальную библиотеку и составили там Воскресенское собрание рукописей, с 1920 года оно хранится в Государственном историческом музее.
Во второй половине XVII века в монастыре сложилась музыкально-поэтическая школа, продолжавшая традиции канта — польско-украинского духовного песнопения. Два настоятеля монастыря — архимандриты Герман и Никанор были в своё время руководителями хора (уставщиками). Их личные библиотеки состояли из книг-пособий (в том числе латинских и польских) по стихосложению, исторической литературы, нотных рукописей. Три стихотворных произведения Германа и Никанора высечены на каменных плитах Воскресенского собора. Предполагается, что Николай Дилецкий создал свой Воскресенский канон по заказу Новоиерусалимского монастыря.

### Конец XVII века
Церковный собор 1666—1667 годов определил статус монастыря как рядовой подмосковной обители. Единая вотчина была разделена: Иверскому и Крестовому монастырям были возвращены их земли по состоянию на 1658 год. Воскресенский монастырь не имел более средств на продолжение строительства. После удаления Никона его противники пытались лишить обитель вотчин, однако они (кроме вотчин приписных монастырей) были признаны приобретёнными законно и в 1668 году утверждены за Воскресенским монастырём Соборной грамотой. Строительство возобновилось в правление Фёдора Алексеевича, ученика Никона, который, под влиянием тётки, Татьяны Михайловны, обратил внимание на дела обители. Царь приписал Новому Иерусалиму 20 монастырей, пожаловал ему новые земли. С 1679 года монастырь был передан в ведение отделения Приказа Большого Дворца — Мастерской палаты, сам царь принимал активное участие в управлении и благоустройстве обители. В 1678 году Новому Иерусалиму были возвращены все прежние приписные монастыри и дарованы новые.
В 1681 году Никону, уже тяжело больному, было разрешено вернуться в Воскресенский Новоиерусалимский монастырь, на пути к которому он скончался 17 августа в Николо-Тропинском приходе напротив Ярославля. Его похоронили в приделе Усекновения главы Иоанна Предтечи Воскресенского собора.
С 1684 года монастырь был передан в Приказ сыскных дел. По завершении строительства Воскресенского собора, 18 января 1685 года он был освящён. После этого события царевна Софья Алексеевна указала место для строительства на территории монастыря у задней стены собора «церкви с трапезною тёплой каменной и службы по чину Иерусалимскому». В день освящения собора дьяку Сыскного приказа Борису Остолопову было поручено его описание. Церковь Рождества Христова с трапезными палатами была освящена в 1692 году.

### XVIII век
В правление Петра I в Новом Иерусалиме так же, как и в других крупных обителях, был уменьшен штат монахов, на содержание которых выделялись из монастырских доходов ограниченные средства (остальное уходило в государственную казну). Кроме этого монастырь был обязан поставлять государству лошадей, фураж, ремесленников из числа монастырских крестьян.
При Елизавете Петровне (1741—1761), взявшей монастырь под покровительство, материальное положение Нового Иерусалима улучшилось, увеличились его земельные владения. Благодаря императрице, выделившей 30 тысяч рублей, начался ремонт Воскресенского собора, шатёр ротонды которого обрушился в 1723 году.
Перед секуляризацией церковных земель Новый Иерусалим владел 13 935 (по другим данным — 16 287) душами мужского пола и 22 000 десятин земли. После Манифеста от 26 февраля (8 марта) 1764 года все монастырские крестьяне были переданы в экономические. У монастыря остались два подворья в Москве и 30 десятин земли. Сумма, отпущенная на содержание обители, составила 30 процентов от былых доходов. Однако большую часть доходов монастырю обеспечивало паломничество, не прекращались и поступления крупных частных вкладов. Монастырское подворье в Москве было сдано в аренду.
В 1762 и 1792 годах на территории монастыря произошли крупные пожары. Средства на восстановление были выделены Екатериной II.

### XIX век

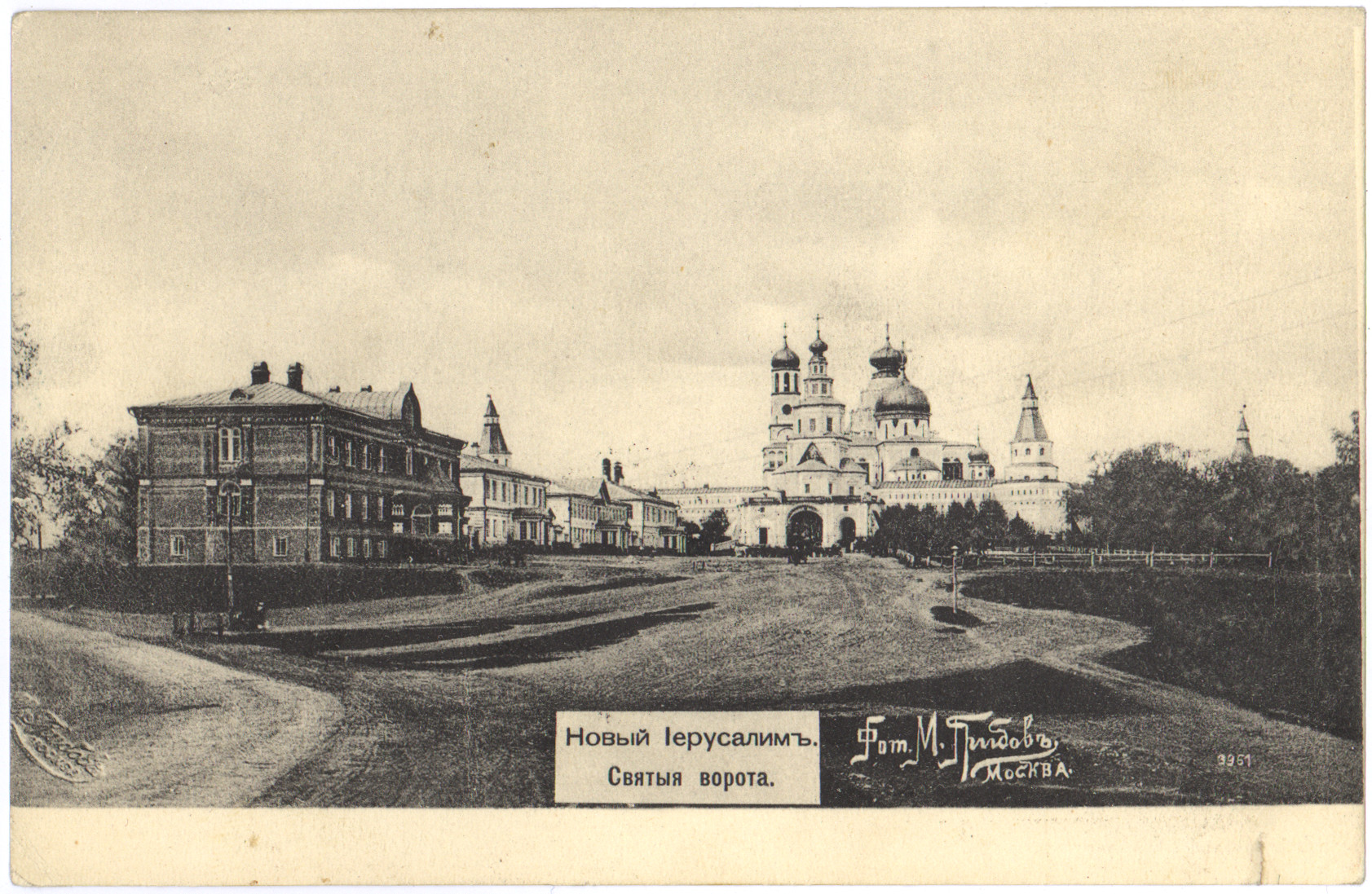
Святые ворота с надвратной церковью. Начало XX в.

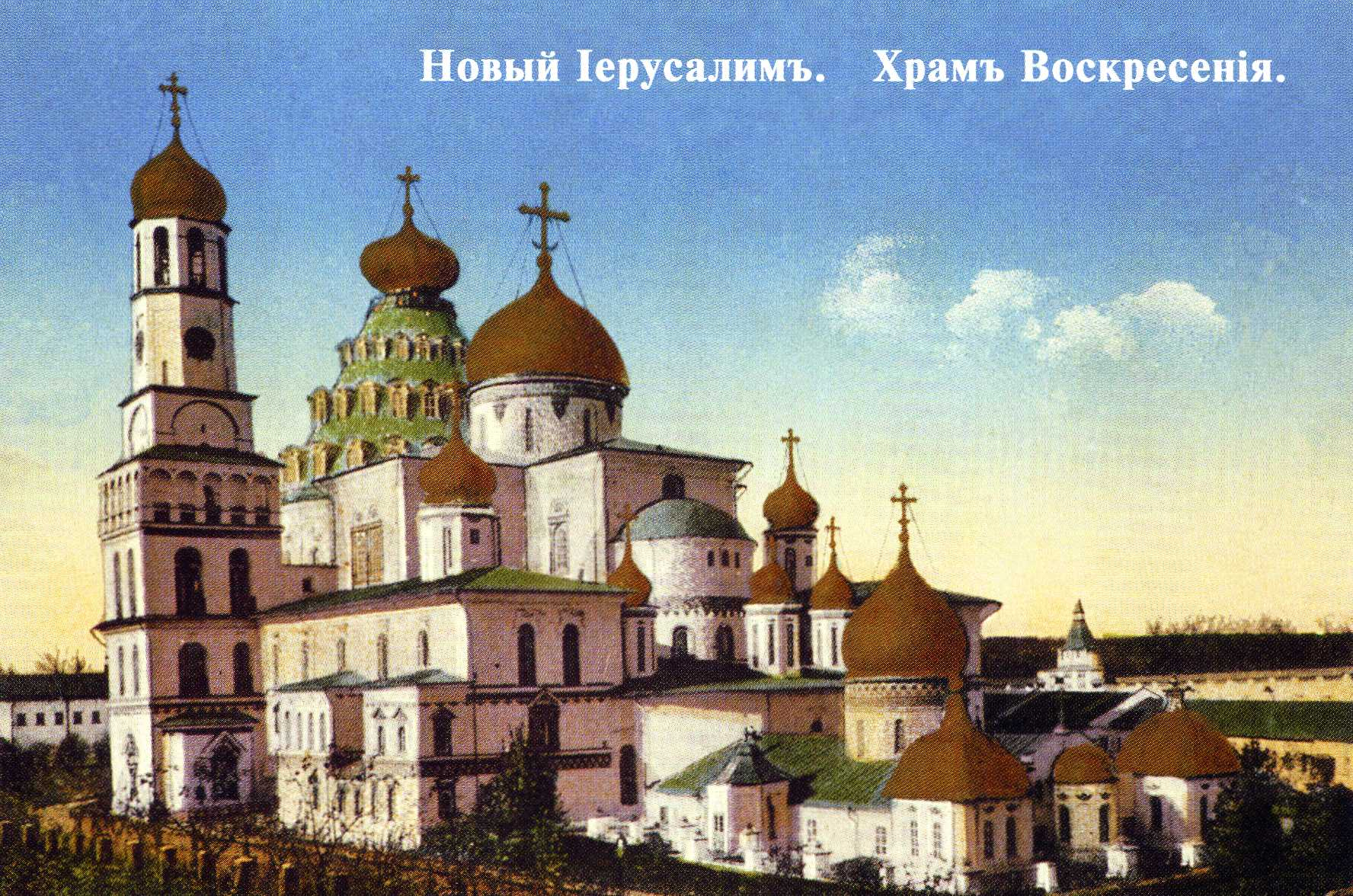
Воскресенский собор. Конец ХІХв.

Появляются описания монастыря, адресованные широкому кругу читателей: А. Н. Муравьёва, И. М. Снегирёва и других авторов. Всего известно более двадцати паломнических описаний второй половины XVIII — начала XX века, которые стали источниками сведений об утраченных к настоящему времени сооружениях и деталях архитектурного комплекса, особенностях богослужебной практики, характерной только для этого монастыря, быта насельников и богомольцев.
В 1817 году в Новоиерусалимском монастыре экспедицией К. Ф. Калайдовича и П. М. Строева был найден Изборник 1073 года, составленный для великого князя Святослава Ярославича, — одна из самых древних сохранившихся (наряду с «Остромировым евангелием», «Изборником» 1076 года и «Новгородским кодексом») древнерусских рукописных книг.
В 1869 году архимандритом монастыря был назначен видный учёный, археограф Леонид (Кавелин). Годы, проведённые в Новом Иерусалиме, стали для него временем плодотворной научной деятельности. В своём труде «Историческое описание Воскресенского, Новый Иерусалим именуемого монастыря» (1876) Леонид впервые опубликовал документы XVII века (позднее утраченные) из архивов обители. До настоящего времени его монография «Ценинное дело в Воскресенском, Новый Иерусалим именуемом, монастыре с 1656 по 1759 год» остаётся единственным исследованием истории этой керамической мастерской. Кавелин открыл имена мастеров «ценинного дела» Петра Заборского и Яна Флегнера. С 1870-х годов архимандрит вёл работу по созданию одного из первых церковных музеев России — музея патриарха Никона, который открылся в 1874 году в северной трапезной палате монастыря.
Монастырь в XIX — начале XX века стал одним из центров русского паломничества; с постройкой железнодорожной линии Москва-Виндава число посетителей возросло. За оградой монастыря каменные сооружения сменили деревянные гостиницы для состоятельных паломников и странноприимный дом — для неимущих, построено монастырское училище. К 1913 году монастырь ежегодно посещало около 35 000 человек.

### После Октябрьской революции
В 1919 году монастырь был закрыт. С 1921 года на его территории работало два музея: Художественно-исторический и родного края, которые в 1922 году объединились в Государственный художественно-исторический музей. В его коллекцию вошли предметы из монастырских храмов и ризницы, экспонаты Музея памяти патриарха Никона, картины из художественной галереи, расположенной в Трапезных палатах, материалы археологических раскопок, предметы из усадеб западной части Московской губернии.

### Во время Великой Отечественной войны
10 декабря 1941 года минёры немецкой дивизии СС «Рейх» взорвали Воскресенский собор. Обрушились западные опорные пилоны крестовой части, поддерживавшие своды центральной главы и шатра ротонды, до первого яруса была разрушена колокольня собора.
В 1959 году музей возобновил работу; сооружения монастыря восстановлены, за исключением основной архитектурной доминанты — исполинской ярусной звонницы XVII века.

### Возобновление монастыря в 1990-е годы

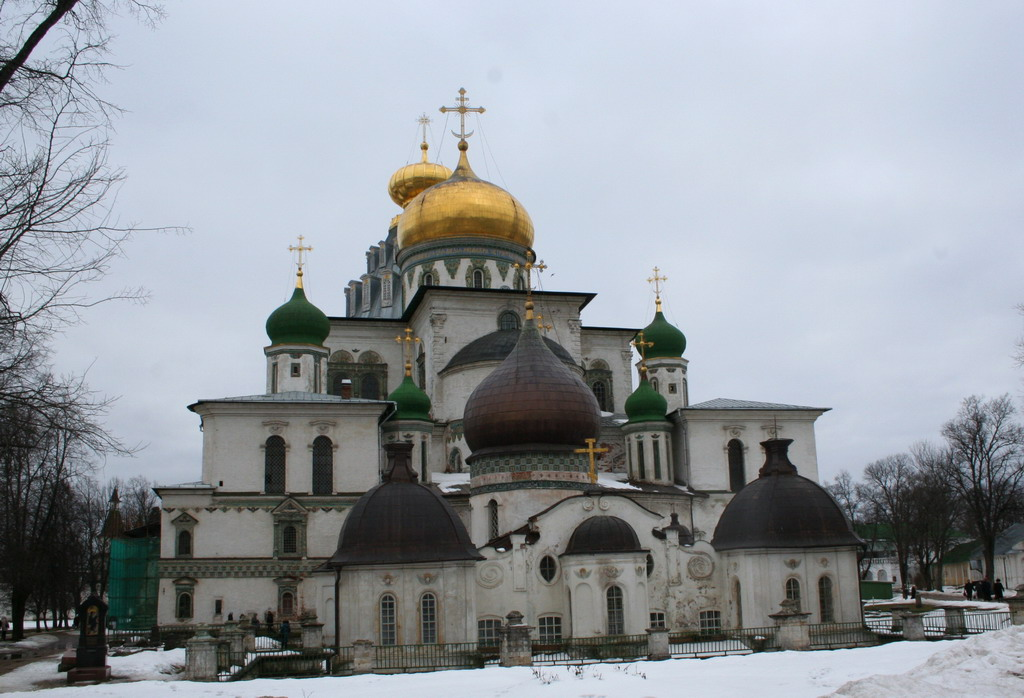
Воскресенский собор в 2007 году.

10 ноября 1993 года патриарх Алексий II подписал удостоверение своему представителю архимандриту Никите (Латушко), которому поручалось ведение переговоров с властями Московской области, Истринского района и руководством музея «Новый Иерусалим» о возвращении монастыря.
В 1994 году возобновлён ставропигиальный Воскресенский Ново-Иерусалимский мужской монастырь. 18 июля 1994 года Священный синод Русской православной церкви утвердил архимандрита Никиту наместником возрождающегося ставропигиального Ново-Иерусалимского монастыря.
В 2014 году музей «Новый Иерусалим» переехал из стен монастыря в новое здание по соседству.

## Архитектурный комплекс

### Вторая половина XVII века
Согласно описи 1668 года, рядом с монастырём были возведены гостиный двор и две кельи, а также конюшенный двор с жилыми и хозяйственными постройками. Монастырь был обведён рвом, укреплённым брёвнами с одной стороны, перед ним был отсыпан вал с мелким камнем. Входили в монастырь по перекинутому через ров мосту. Деревянная монастырская стена имела восемь башен. Надвратную башню украшали часы «на польское дело». В ограде монастыря находились деревянные кельи Никона и братские кельи. В камне были отстроены хлебная палата, поварня, кузница, погреба.

### Воскресенский собор

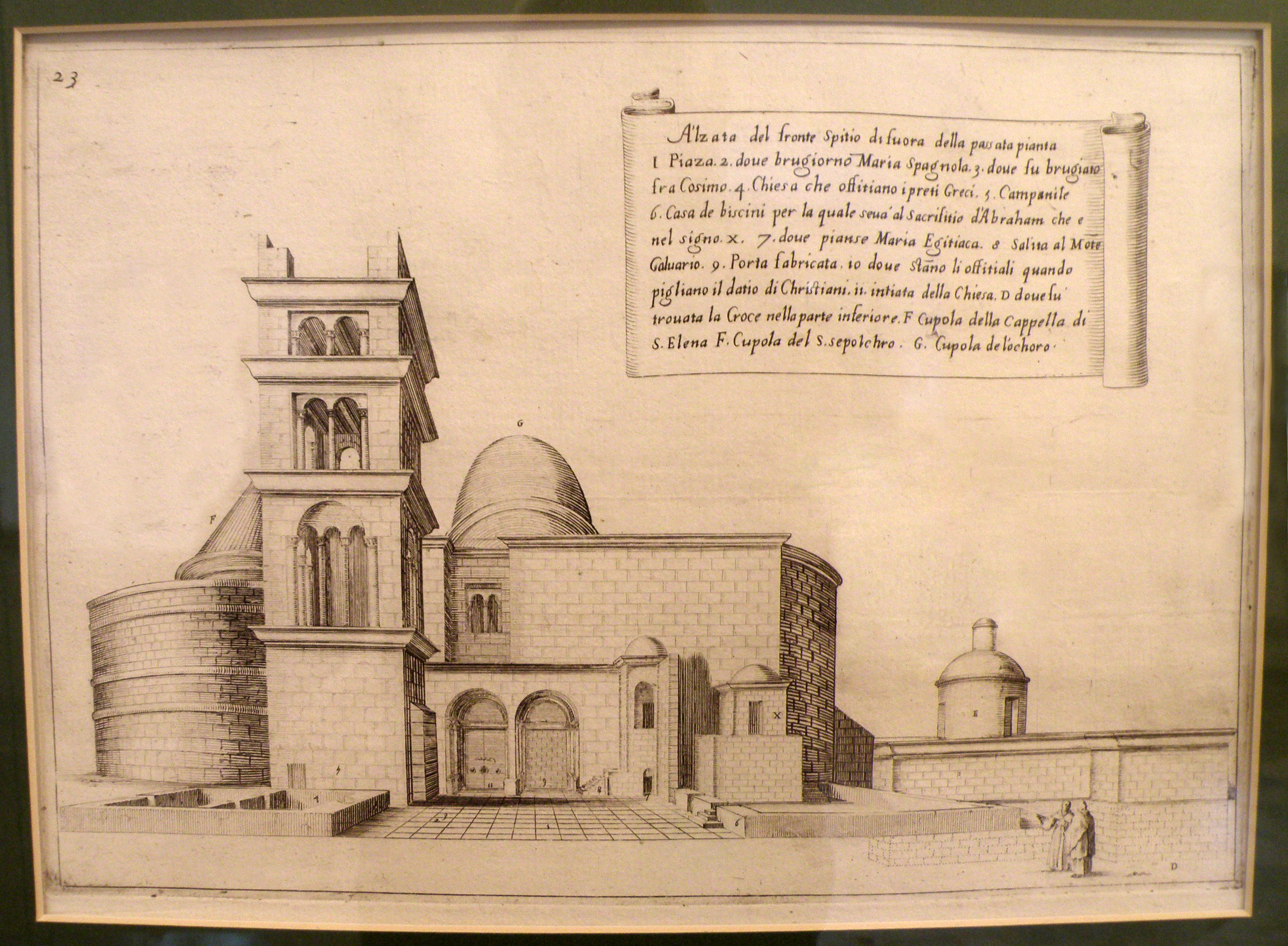
Храм Гроба Господня в Иерусалиме. Вид с юга. Офорт XVII в.

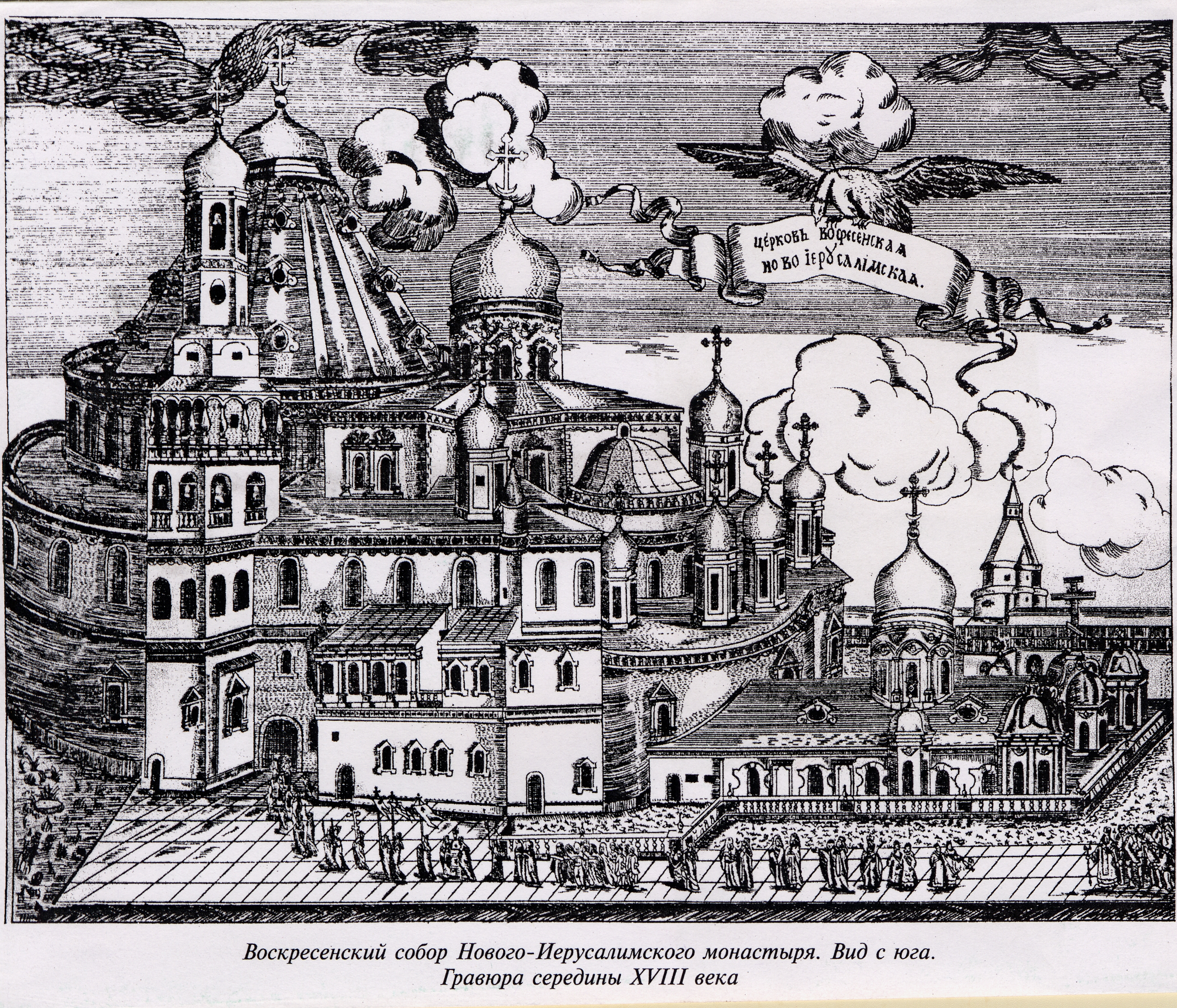
Посещение императрицей Елизаветой Петровной Новоиерусалимского монастыря. Вид Воскресенского собора с юга. Гравюра XVIII века. Художник изобразил шатёр ротонды, к тому времени разрушенный, вероятно, руководствуясь имевшимися в его распоряжении ранними изображениями собора

По замыслу патриарха Никона Воскресенский собор возводился по образу романского Храма Гроба Господня в Иерусалиме. Известно, что при его строительстве использовался чертёж иерусалимского храма. При новых контурах собор в плане соответствует обмерам палестинской святыни, приведённым в «Проскинитарии» иеромонаха Арсения, повторена и схема расположения отдельных помещений. Уже при Никоне было положено начало системе поясняющих надписей в интерьере и на фасаде собора, выполненных на белокаменных плитах, иконостасах и керамических поясах и увязывающих топографию собора с Храмом Гроба Господня. Об иерусалимском храме строители могли судить также по его деревянной модели, которую в 1649 году привёз в Россию патриарх Паисий. К концу 1666 года собор доведён до сводов. Патриархом в нём были освящены три придельных церкви: любимое место служения Никона — верхняя Голгофская; расположенная под ней церковь святого Иоанна Предтечи и церковь Успения Богоматери. Строительство остановилось после церковного собора 1666—1667 годов, осудившего патриарха.
Сложно сказать, насколько Воскресенский собор, законченный уже после смерти Никона, соответствовал его замыслу, но в общих чертах его внешний вид повторял Храм Гроба Господня. Как и его палестинский прототип, собор состоял из трёх частей, сведённых в цельную архитектурную композицию. Центр храма — четырёхстолпный, перекрытый мощным куполом на барабане. Расположенная с востока апсида подобно хору западноевропейских соборов имеет круговой обход или деамбулаторий. Своды трансепта, ориентированного с севера на юг — вспарушённые крестовые. С запада расположен второй главный архитектурный и семантический акцент собора — огромная ротонда, перекрытая шатром, над часовней Гроба Господня (иначе называемой кувуклией), украшенной изразцами. Она повторяла часовню иерусалимского храма, перестроенную после 1808 года. Первый шатёр ротонды собора, возведённый до 1685 года, имел высоту 18 м, а диаметр основания — 23 м. Сооружение с тремя рядами окон было покрыто, вероятно, изразцами, имитировавшими мрамор. Завершала шатёр медная золочёная полуглава с крестом. Ротонда соединяется с основным пространством двухъярусной триумфальной аркой.
Отличительной чертой собора стала архитектурная керамика, украсившая его интерьеры и фасады. Над керамическим убранством в середине XVII века работали такие мастера, как Пётр Заборский, Степан Полубес, Игнатий Максимов. При патриархе Никоне было выполнено пять керамических ордерных иконостасов: два для приделов Усекновения главы Иоанна Предтечи и Успения Пресвятой Богородицы (они были освящены Никоном) и три — заалтарных приделов. Праздничный вид придавали собору изразцовые наличники икон в трёх его ярусах, декоративные пояса, расположенные как внутри, так и снаружи, порталы и надписи. В конце XVII века изразцами были украшены барабан большой главы собора, парапеты хор и верхние ярусы храма. Большое символическое значение имеет керамический фриз, получивший в литературе названия «репьи», «павлиний хвост», «павлинье око». Последние два наименования наиболее удачно передают характер рисунка, напоминающего цветок граната — символ мученической смерти или глаз на пере павлина — символ Воскресения Христова. Фриз шёл по всему периметру второго яруса, предположительно, украшал он и третий ярус. Сейчас «павлинье око» можно видеть на апсиде главного алтаря собора (снаружи и внутри). Выполненными по тем же формам изразцами позднее были декорированы Храм Григория Новокесарийского на Большой Полянке (1668 — середина 1670-х), надвратная церковь Андреевского монастыря (1675) и Храм Покрова Богородицы в Измайлове (1679—1683). По мнению исследователей, для ещё одного фриза «павлинье око» в Иосифо-Волоколамском монастыре были вырезаны новые формы.
Изразцы, изготовленные во второй половине XVII века в керамической мастерской монастыря, имеют сложный профиль, тщательно проработанный рельеф и отличаются большими размерами. В своём роде это уникальная архитектурная керамика, более не имеющая себе подобной в русском зодчестве.
К концу XVII века в соборе насчитывалось 14 приделов. В XVIII—XIX веках были устроены ещё 15 приделов. Придел Марии Магдалины в 1802 году по заказу императора Павла I и его жены оформлял Матвей Казаков.

### Подземная церковь Константина и Елены

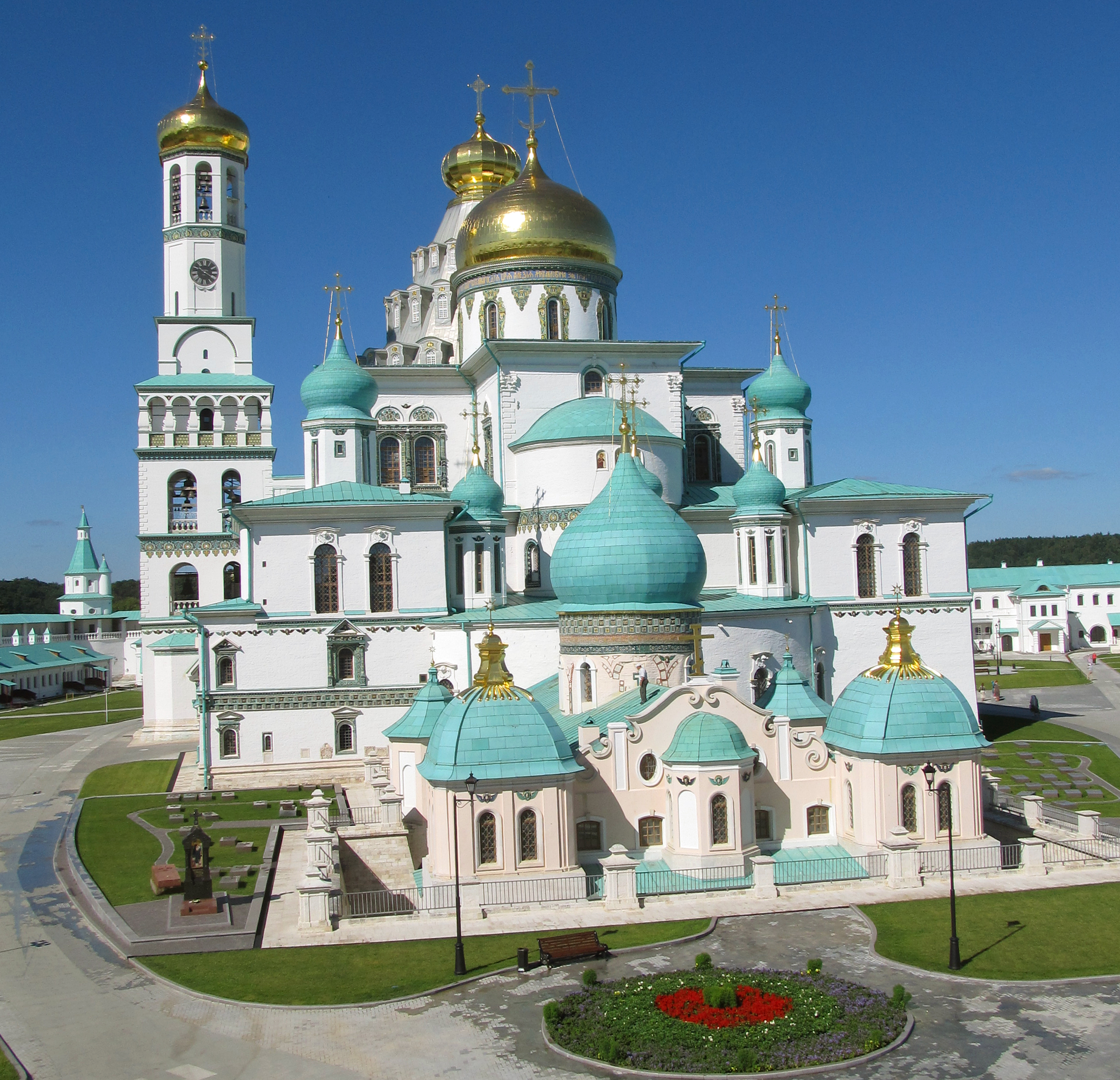
На первом плане Подземная церковь Константина и Елены

С востока к основному объёму собора, как и в Иерусалимском храме, примыкает подземная церковь-крипта Константина и Елены. В Иерусалиме церковные помещения вырублены в скале. Подземная церковь соединяется с собором лестницей в тридцать три ступени, ведущей из заалтарной части.
Строительство церкви началось ещё при патриархе Никоне в 1658 году, освящена в 1690 году. В конце XVII века это было простое прямоугольное в плане здание с плоской кровлей, обведённой балясником. Стены церкви возвышались над уровнем земли на 1,5 метра, её венчала одна глава, украшенная изразцами. Глава церкви опирается на четыре столба, у которых устроены деревянные хоры. Первоначальный иконостас церкви, выполненный из керамических изразцов, был разобран за ветхостью. В 1750—1754 годах мастерами Иваном Петлюхиным, Гаврилой Серебрениковым и Иоганном Думом был создан иконостас из медных пластин, декорированных чеканкой и украшенных позолотой. Иконы иконостаса написаны на медных досках братом архиепископа Амвросия Зертис-Каменского, монахом Никоном. Иконостас возводился на средства, пожертвованные графом А. Г. Разумовским.
С левой стороны от главного алтаря первоначально располагался придел св. Иакова, который в 1806 году, в связи с погребением в церкви Варвары Суворовой, жены А. В. Суворова, был переименован в придел иконы Божией Матери «Утоли моя печали». В 1811 году здесь же был похоронен и сын Суворовых Аркадий Александрович. В приделе находился двухъярусный иконостас из дуба (не сохранился). В 1872 году придел и иконостас были отремонтированы на средства внуков Варвары Ивановны — А. А. и К. А. Суворовых.
Справа от алтаря располагается кресло св. царицы Елены — это копия кресла, в котором, согласно преданию, сидела мать императора Константина во время поисков Животворящего Креста Господня. От места царицы Елены вниз ведут девять ступеней из белого камня, в XVII веке это место отводилось под придел священномученика Кириака, который указал Елене, где надо искать Крест Господень и Орудия Страстей. Справа от него — придел Обретения Честного Креста, при строительстве собора на этом месте забил источник, в настоящее время здесь находится колодец, в своё время пышно украшенный, он ничего не сохранил от первоначального декора.
Интерьер церкви в середине XVIII века был переделан в стиле барокко. В XVIII веке с северной и южной сторон Подземной церкви были возведены восьмигранные часовни из камня — в память о доме Зеведееве и доме Марии, матери Иоанна. В середине XVIII века для предохранения от грунтовых вод здания, углублённого в землю на 6 метров, вырыли ров. В начале XIX века был устроен тоннель, по которому отводится вода, а сам ров облицован белым камнем.

### Церковь Рождества Христова

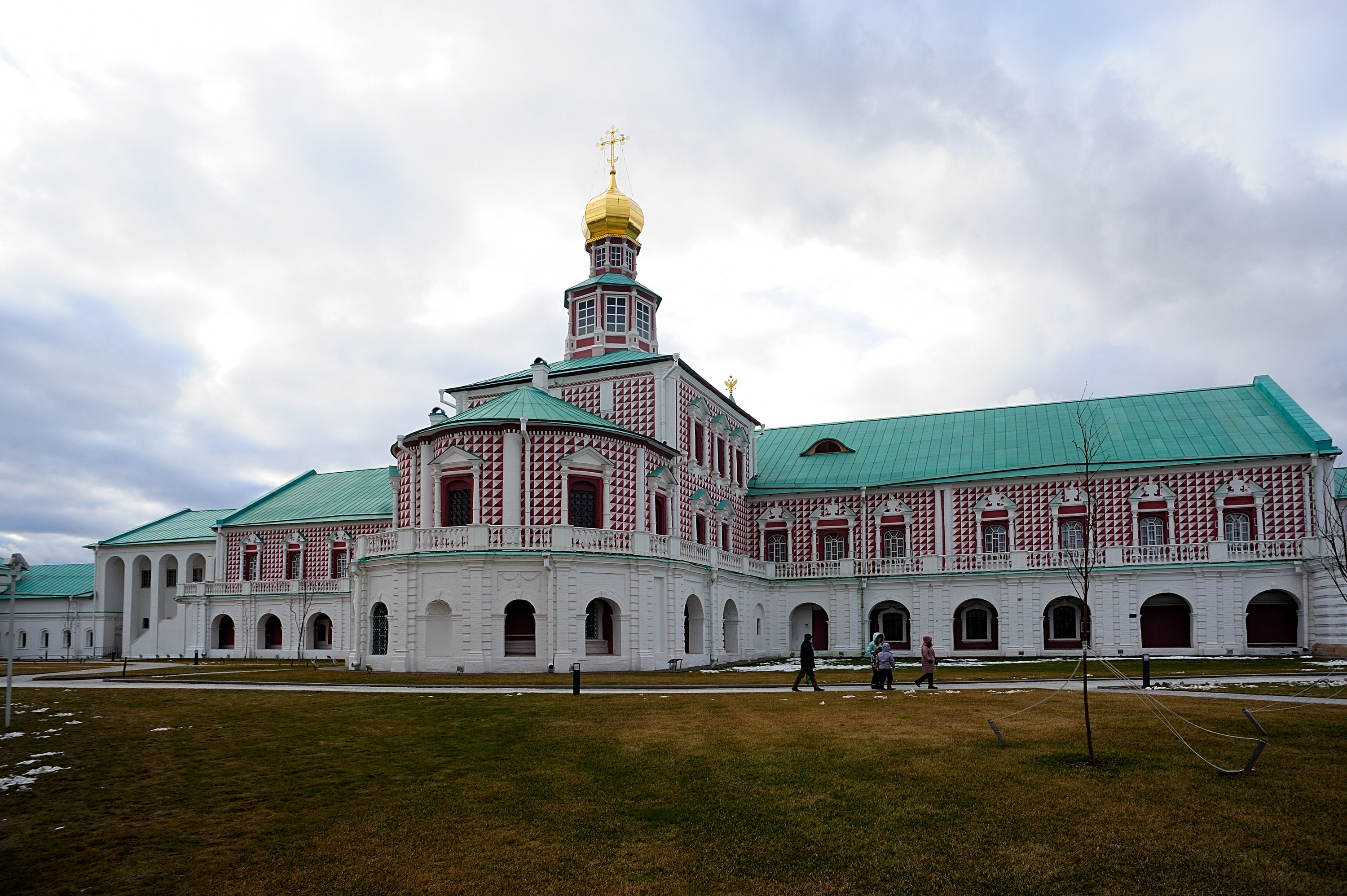
Трапезные палаты и церковь Рождества Христова после реставрации

Церковь Рождества Христова была построена по указанию царевны Софьи Алексеевны, которая побывала в монастыре в 1685 году на освящении «великой новозданной каменной церкви». Её строительство продолжалось с 1686 по 1692 год. Здание церкви примыкает к Трапезным палатам с восточной стороны. Постройка в стиле московского барокко на высоком подклете, первый ярус — двусветный четверик, два верхних — глухие восьмерики. Углы четверика, барабанов, окна декорированы тонкими колонками, традиционным украшением зданий московского барокко. Отделка приделов, расположенных в нижней части церкви, продолжалась до конца XVIII века. Четыре придела — Обрезания, Поклонения волхвов, Бегства в Египет и Избиения младенцев, были освящены в 1782, 1783, 1784 и 1789 годах соответственно. У восточной стены придела Избиения младенцев монастырская братия устроила декорацию Вифлеемской пещеры (вертеп).

### Крепостная ограда

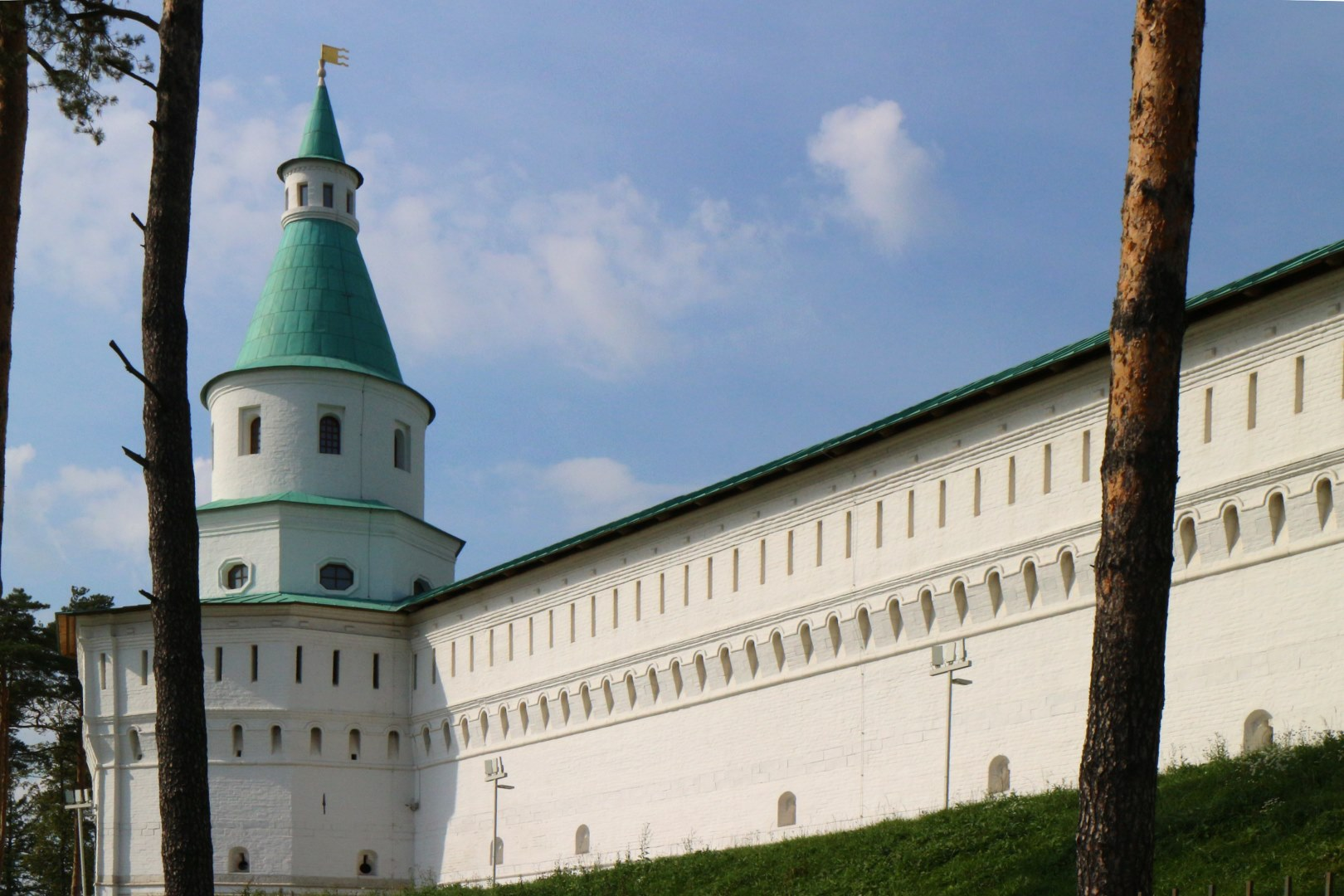
Южное прясло крепостной стены и Сионская башня. Вид снаружи

В 1690—1697 годах завершило формирование комплекса монастырских сооружений возведение каменной ограды вместо старой деревянной по проекту Якова Бухвостова. Общая протяжённость монастырских стен, построенных с соблюдением требований крепостного зодчества эпохи, составляет около одного километра, высота — девять метров, толщина — до трёх метров. Верхняя часть стен — боевой ход, снабжённый двумя рядами бойниц: для дальнего боя и машикулями, позволяющими вести оборону основания крепости. На изломах стены поставлены семь башен, восьмая (Елизаветинская) размещена над западными воротами, над восточными (Святыми) воротами была построена надвратная Входоиерусалимская церковь. Бухвостову удалось достичь стилевого единства сооружений крепостной стены с другими зданиями и создать единый архитектурный ансамбль. В продолжение традиции, вероятно, в XVIII веке крепостные башни получили палестинские названия: Гефсиманская, Сионская, башня Давидов дом, Иноплеменничья, башня Варуха, Ефремова, Дамасская.

### Некрополь

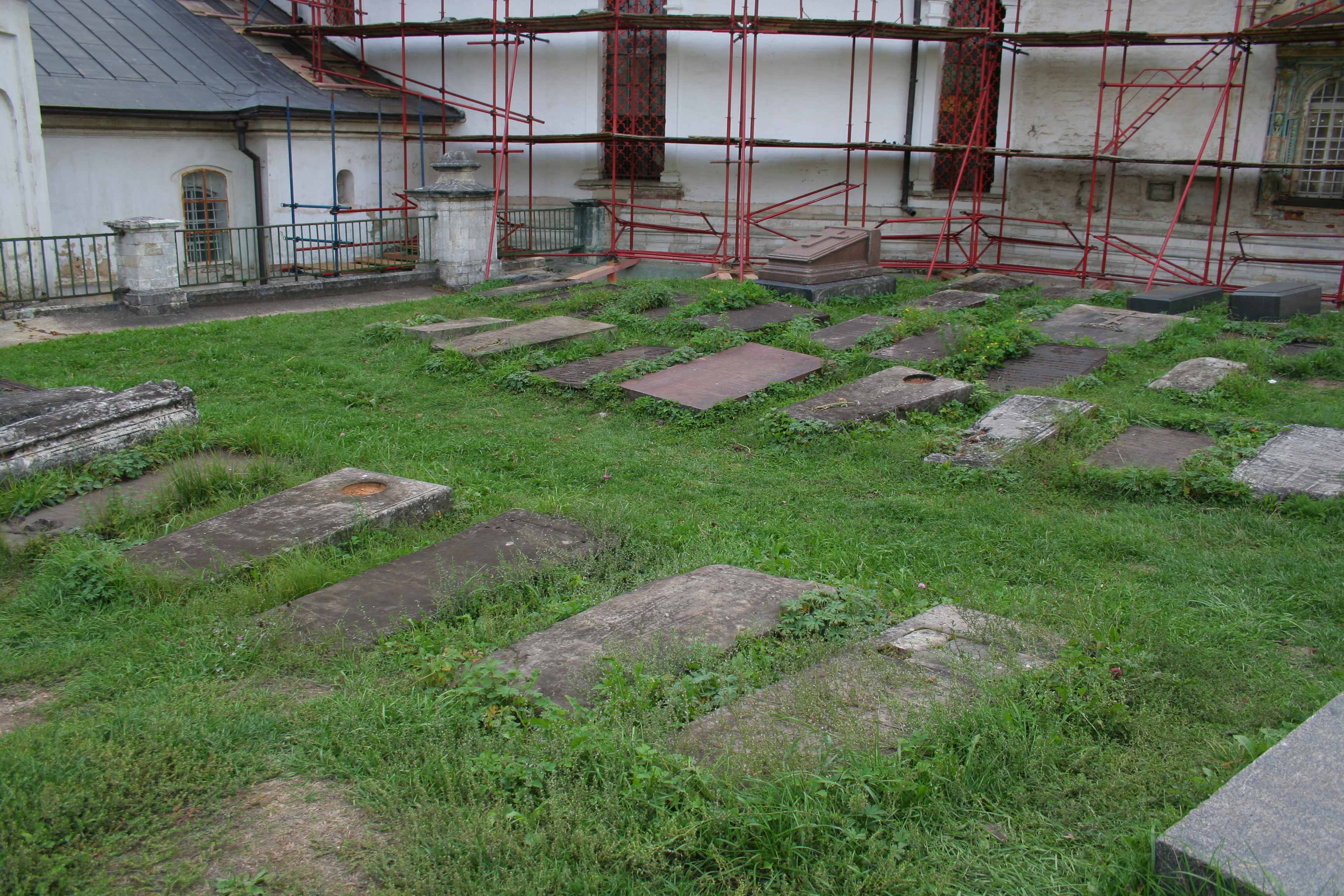
Старый некрополь Новоиерусалимского монастыря к северу от храма Константина и Елены

Некрополь Новоиерусалимского монастыря расположен внутри собора (захоронения XVII века) и собственно на его территории — по обеим сторонам церкви Константина и Елены. В ходе исследований 1999—2003 годов выявлено 100 целых или сохранившихся крупных частей надгробных памятников, среди них лишь небольшое количество объёмных архитектурных форм. Существенный урон некрополю был нанесён во время богоборческой кампании 1920-х — 1930-х годов и в результате взрыва собора в декабре 1941 года.
На начальном этапе строительства собора отчасти было скопировано расположение важнейших захоронений иерусалимского собора. В храме Гроба Господня в приделе Иоанна Предтечи (Адамовом) находились легендарные захоронения Адама и первого ветхозаветного священника Мелхиседека. Символично, что Никон завещал похоронить себя в приделе Иоанна Предтечи Воскресенского собора, там, где в Иерусалиме погребён Мелхиседек. Сохранилась белокаменная плита, на которой в стихотворной форме описан жизненный путь Никона. Автор эпитафии основателю монастыря — архимандрит Герман. В 1680-х годах в приделе установлена плита, сообщающая, что в храме Гроба Господня на этом месте погребены Готфрид Бульонский и Балдуин. В первом ярусе колокольни в Иерусалиме расположены гробницы иерусалимских патриархов, в первом ярусе колокольни Воскресенского собора — настоятелей монастыря (архимандритов Герасима, Германа). Из-за разрушения в 1941 году другие могилы утрачены, однако известно, что внутри собора продолжали хоронить и во второй половине XVIII века. Самые ранние захоронения в соборе — могилы Петра Заборского и иподиакона Никиты Никитина (под лестницей на придел Голгофы), в южной части погребён автор жизнеописания Никона Иван Шушерин (придел Архангела Михаила).
В соборе и около него находятся погребения членов семей, владевших окрестными землями и лиц, делавших вклады в монастырь: Бестужевых-Рюминых, Самариных, Нащокиных, Олениных, Загряжских, Сухово-Кобылиных (в том числе могилы отца и матери драматурга А. Сухово-Кобылина). В подземной церкви в приделе иконы богоматери «Утоли Моя Печали» похоронены жена и сын А. Суворова.

## Реконструкции

### XVIII век. Разрушение Воскресенского собора. Восстановительные работы

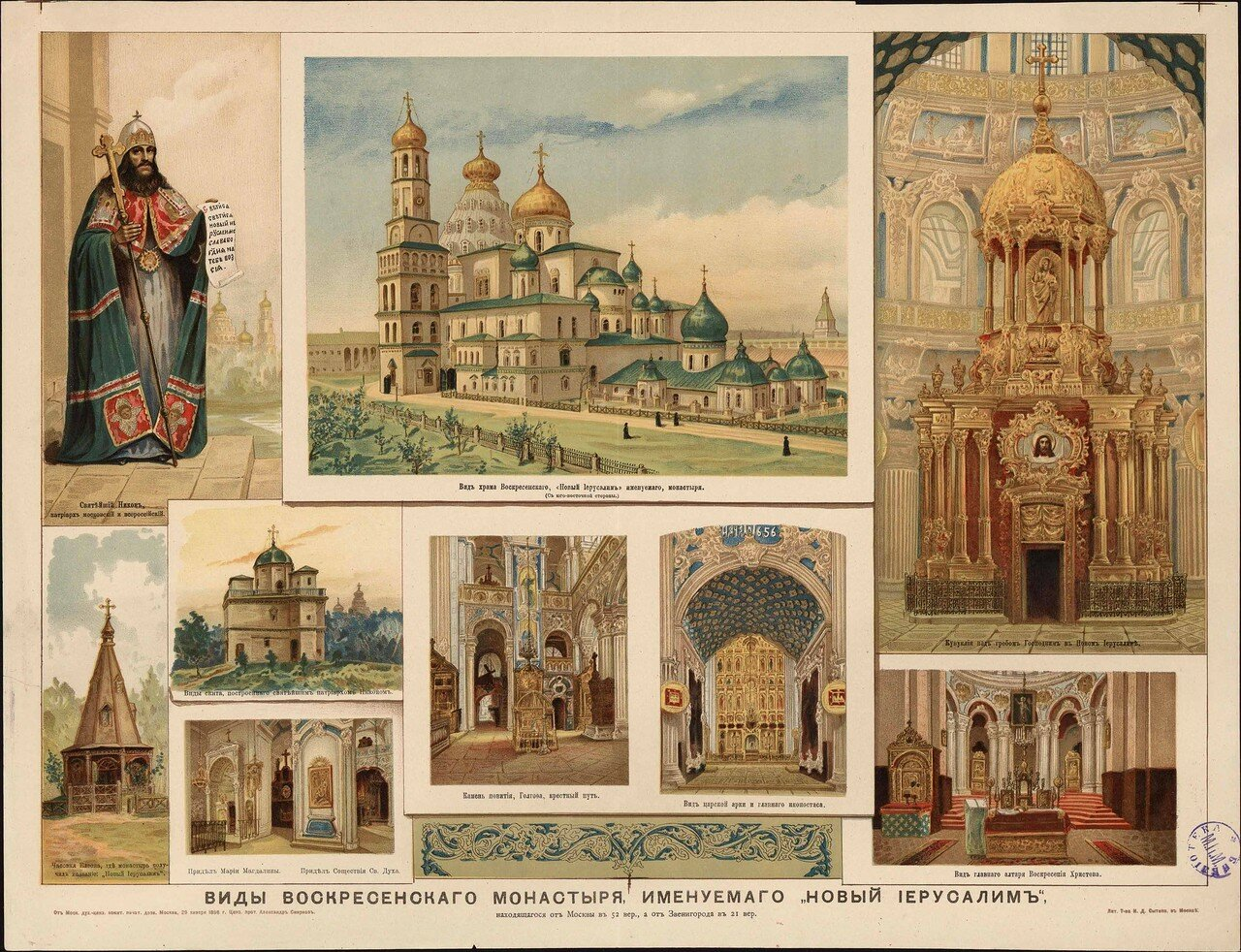
Новоиерусалимский монастырь, коллаж 1898 года.

В начале века плоские кровли-гульбища Воскресенского собора сменили на скатные, убрав парапет-ограждение. 23 мая 1723 года шатёр ротонды собора, вероятно из-за перегруженности, обрушился по нижние хоры, при этом уцелевшие стены растрескались. По версии исследователей, «шатёр, будучи сильно армирован связями, в первые мгновения катастрофы сползал на запад как единое целое, и рухнул всей массой на двухъярусную галерею, окружавшую ротонду». В 1726 году пожар в соборе уничтожил кровли и деревянные части окон. Ремонтными работами в 1731—1747 годах занимался Иван Мичурин. Свой проект по восстановлению собора в том виде, в каком он был до разрушения, с сохранением старых фундаментов и стен ротонды, архитектор направил в Синод в 1745 году (чертежи утрачены, до наших дней дошла лишь смета). Позднее появились проекты восстановления других архитекторов, обследовавших собор: А. П. Евлашева и Д. В. Ухтомского, а также Х. Мускопа.
Под руководством Мичурина к 1736 году были восстановлены два нижних яруса ротонды, создан и установлен керамический фриз второго яруса, подобный фризу второго яруса крестовой части. Однако полным ходом исследования и работы пошли после того, как императрица Елизавета Петровна выделила на них деньги (1749). В своём проекте Б. Растрелли (1756) также предусматривал возведение шатра из кирпича, сомнения в прочности конструкции задержали его выполнение. Архимандрит Амвросий, ссылаясь на то, что купол палестинского прообраза Воскресенского храма выполнен из дерева, предложил построить деревянный шатёр. По второму проекту Растрелли сохранялись уцелевшие конструкции ротонды и возводился шатёр из дерева, конструкция которого была разработана инженером В. Бернардаччи. Проект был реализован под руководством К. Бланка к 1759 году. Собор получил ротонду, выполненную в стиле европейского барокко. С фасада при восстановительных работах были сняты керамические пояса, их место заняли белокаменные карнизы. В новом третьем ярусе ротонды было устроено пятнадцать окон, в шатре — шестьдесят окон-люкарн в три ряда. Наиболее сильное впечатление производил интерьер собора, залитый светом, украшенный резьбой и лепниной. Хоры ротонды и пространства между окнами были заполнены картинами на библейские сюжеты из художественной мастерской будущего настоятеля монастыря Никона Зертис-Каменского. Керамические иконостасы были покрыты масляной краской, а частями — позолотой.
В результате восстановительных работ 1750-х годов собор приобрёл тот вид, в котором просуществовал до декабря 1941 года. При ремонтных работах, проводившихся в XIX веке, существенных изменений в его облик внесено не было.

### Послевоенная реставрация. 1942—1969

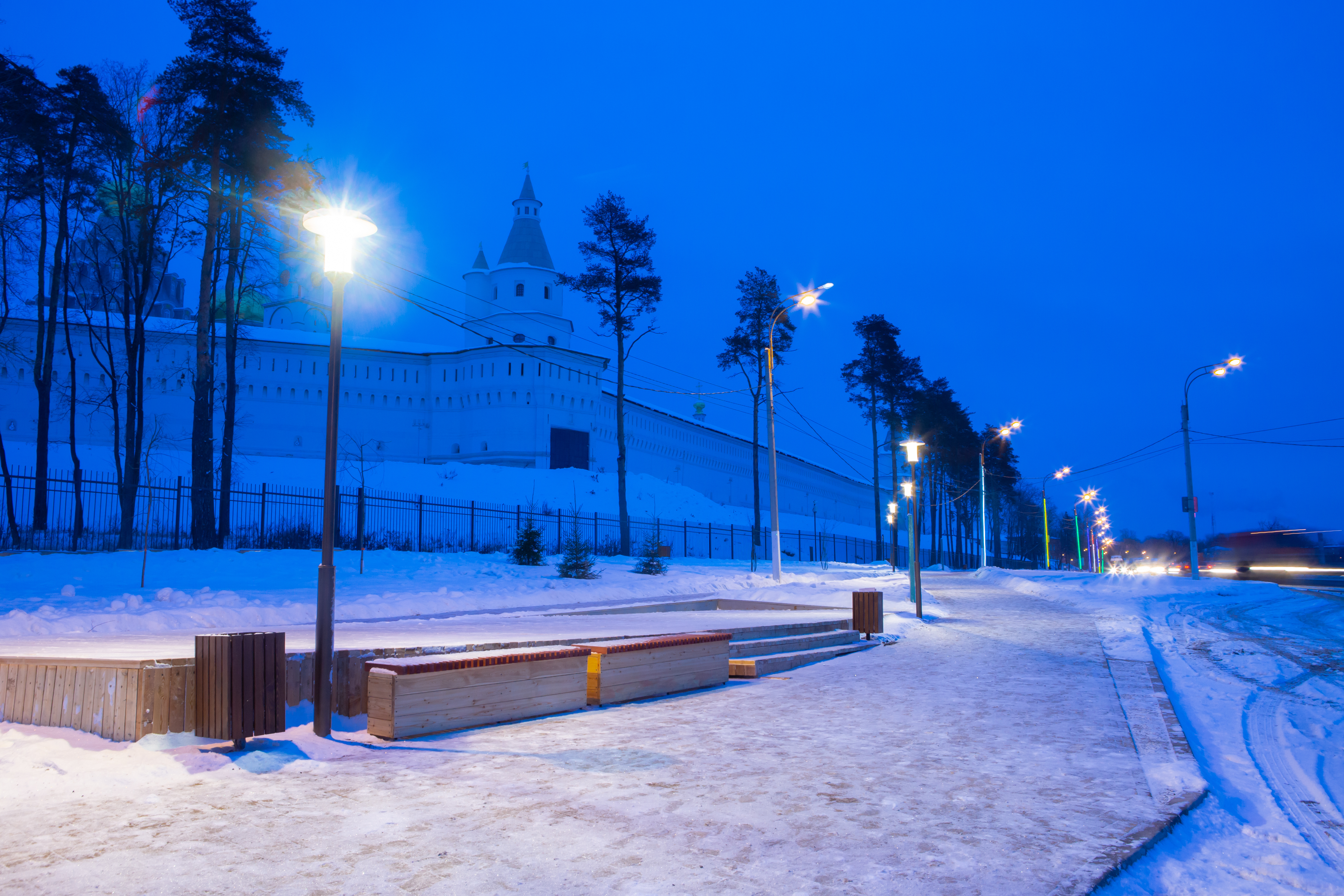
Новоиерусалимский монастырь в зимнее время

Уже в январе 1942 года руины монастыря были обследованы бригадой работников Академпроекта. В 1942—1943 годах в мастерской «Академпроекта» под руководством А. В. Щусева на базе обмеров Ф. Ф. Рихтера был создан первый эскизный проект реставрации собора. В 1944—1947 годах выпускники Московского архитектурного института Н. Любимова, И. Сахарова, М. Ковалёва под руководством П. Д. Барановского провели обмеры керамического декора. В ноябре 1950 года на территории монастыря начались работы по разбору завалов и реставрации.
В 1952 году вышел «Проект генерального плана сохранения и реставрации памятника архитектуры Ново-Иерусалимского монастыря-музея» Барановского, где предлагалось воссоздать собор в том виде, в котором он был в XVII веке, с сохранением «ценных особенностей», появившихся при проведении строительных работ XVIII века . Решение вопроса о восстановлении колокольни было отложено до полного изучения сохранившихся фрагментов. К 1957 году все работы, намеченные планом 1952 года (постоянно корректировавшимся), были проведены (в том числе укреплён аварийный юго-западный пилон), началась реконструкция других сооружений на территории монастыря, необходимых для областного музея.
В 1956 году Барановский выпустил «Предварительный проект реставрации взорванных пилонов, соединяющих их арок и сводов». Строительные работы начались в 1957 году, и к 1972 году пилоны были доведены до уровня пят подпружных арок.
В 1958 году вышел эскизный «Проект покрытия над ротондой Воскресенского собора Ново-Иерусалимского монастыря» с тремя вариантами покрытия для сохранения лепного декора ротонды, предложенными Барановским. Третий вариант предусматривал возведение над ротондой шатра на металлическом каркасе с деревянной обшивкой, который позднее мог стать основой для проведения восстановительных работ. По этому варианту леса должны были возводиться только в центре ротонды (над кувуклией, уцелевшей при взрыве), таким образом сохранялась возможность для проведения исследовательских и реставрационных работ в помещении. Проект не был реализован, позднее (в 1970-х — 1990-х годах) строительные леса занимали всю ротонду и препятствовали изучению и восстановлению внутреннего убранства.

### Реставрационные работы

#### 1970—1990-е годы

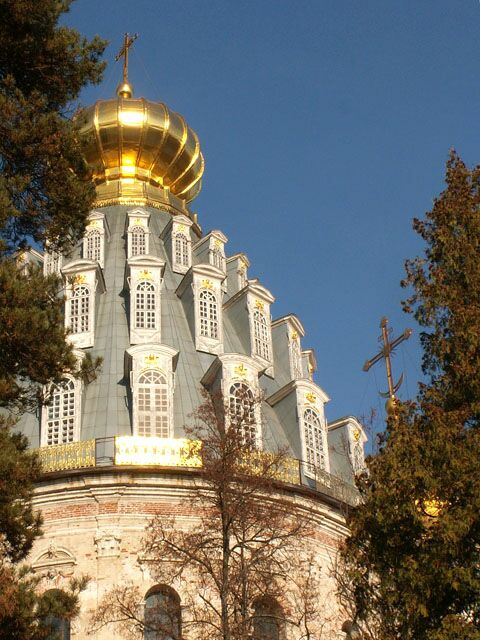
Шатёр ротонды храма Воскресения до реставрации 2011 года

В 1975 году под руководством Б. Малхасова возведена глава центральной части собора. Критике подверглась форма купола, представлявшая собой нечто среднее между шлемовидной и луковичной, тогда как старый купол был шлемовидным, отмечалось искажение формы креста. Было также выявлено увеличение высоты главы по сравнению с довоенной более чем на 0,5 м. По заключению расширенного заседания сектора древнерусского искусства ВНИИ искусствознания от 31 января 1984 года, восстановленная глава собора «не имеет ничего общего ни с одной главой XVII века».
В 1978—1979 годах на барабане центральной части собора установлена керамическая храмозданная надпись (повторение надписи 1830-х годов). В 1982—1983 годах по проекту Н. Любимовой реконструированы керамические подвески и наличники (убранные ещё во время ремонтных работ XVIII века) большой главы. Таким образом, глава получила архитектурную керамику, подобную украшениям XVII века, а не декор XVIII-го, сохранявшийся до её разрушения.
В конце 1970-х — начале 1980-х годов трест «Мособлстройреставрация» разработал документацию на восстановление шатра ротонды с использованием металлоконструкций (архитекторы А. Климанов и Б. Малхасов). Шатёр собирался из блоков трёх типов, располагавшихся в три ряда. Недостатками этого проекта были признаны жёсткое соединение блоков и уменьшение высоты шатра. По мнению Барановского, высота его была на 2 м ниже творения Бланка, не сохранены формы основания ротонды, люкарны в шатре были слишком узки, чтобы пропускать достаточно света. Главной же ошибкой Барановский считал покрытие шатра листами железа, материала, подверженного коррозии. Восстановление Воскресенского собора стало предметом общественной дискуссии: 30 мая 1978 года в газете «Правда» было опубликовано коллективное письмо, где эти работы приводились как пример реставрации без согласования со специалистами. К марту 1979 года для стереофотограмметрического исследования на смонтированной на три четверти конструкции был собран макет шатра с имитацией окон-люкарн.
В 1983 году макет был разобран, начались работы по восстановлению шатра по проекту, выпущенному в 1980 году. Решение выполнить конструкцию из металла не оспаривалось, но многие специалисты выступали против увеличения высоты шатра на 2 м, предусмотренного проектом. В 1991, 1992 и 1993 годах были смонтированы соответственно окна-люкарны первого, второго и третьего ярусов. По настоянию сотрудников музея «Новый Иерусалим» покрытие шатра было выполнено из оцинкованного железа, а не из никелированной меди «в шашку», как предполагалось ранее. Последний тип покрытия был отвергнут из эстетических соображений и из-за появления протечек.

#### 2011—2019 годы
К 2014 году рядом с Воскресенским собором восстановлена уничтоженная в 1941 году немецкими войсками колокольня и установлены новые колокола.
Реставрация монастыря, который представляет собой единственную успешную попытку воссоздания образа Святой Земли, обошлась в 10 млрд рублей, из которых почти 1 млрд 300 млн составили народные пожертвования. К концу 2016 года основные реставрационные работы в монастыре были закончены. В ноябре 2019 года премьер-министр России Дмитрий Медведев заявил о завершении реставрации Новоиерусалимского монастыря.

Новоиерусалимский монастырь после реставрации, закончившейся в 2019 году
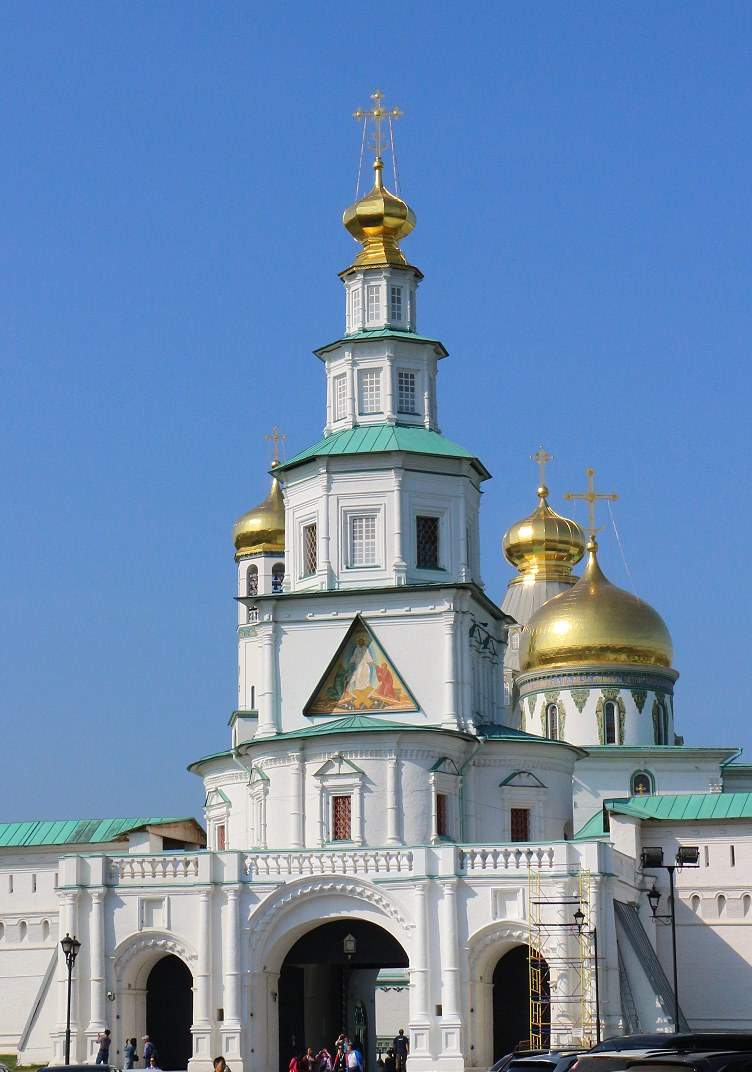
Иерусалимская надвратная церковь
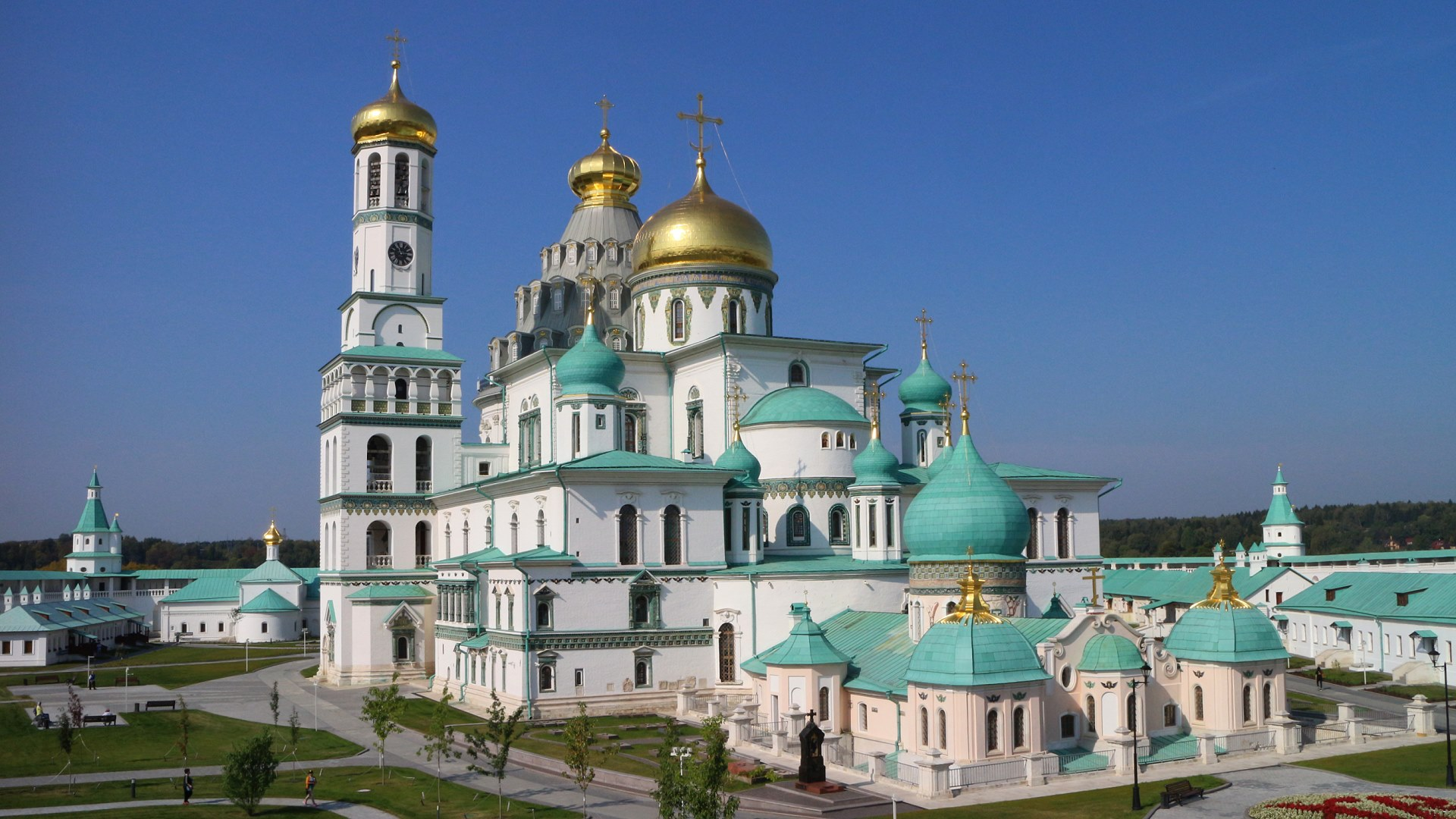
Воскресенский собор, Церковь Трех Святителей Великих, Церковь Константина и Елены
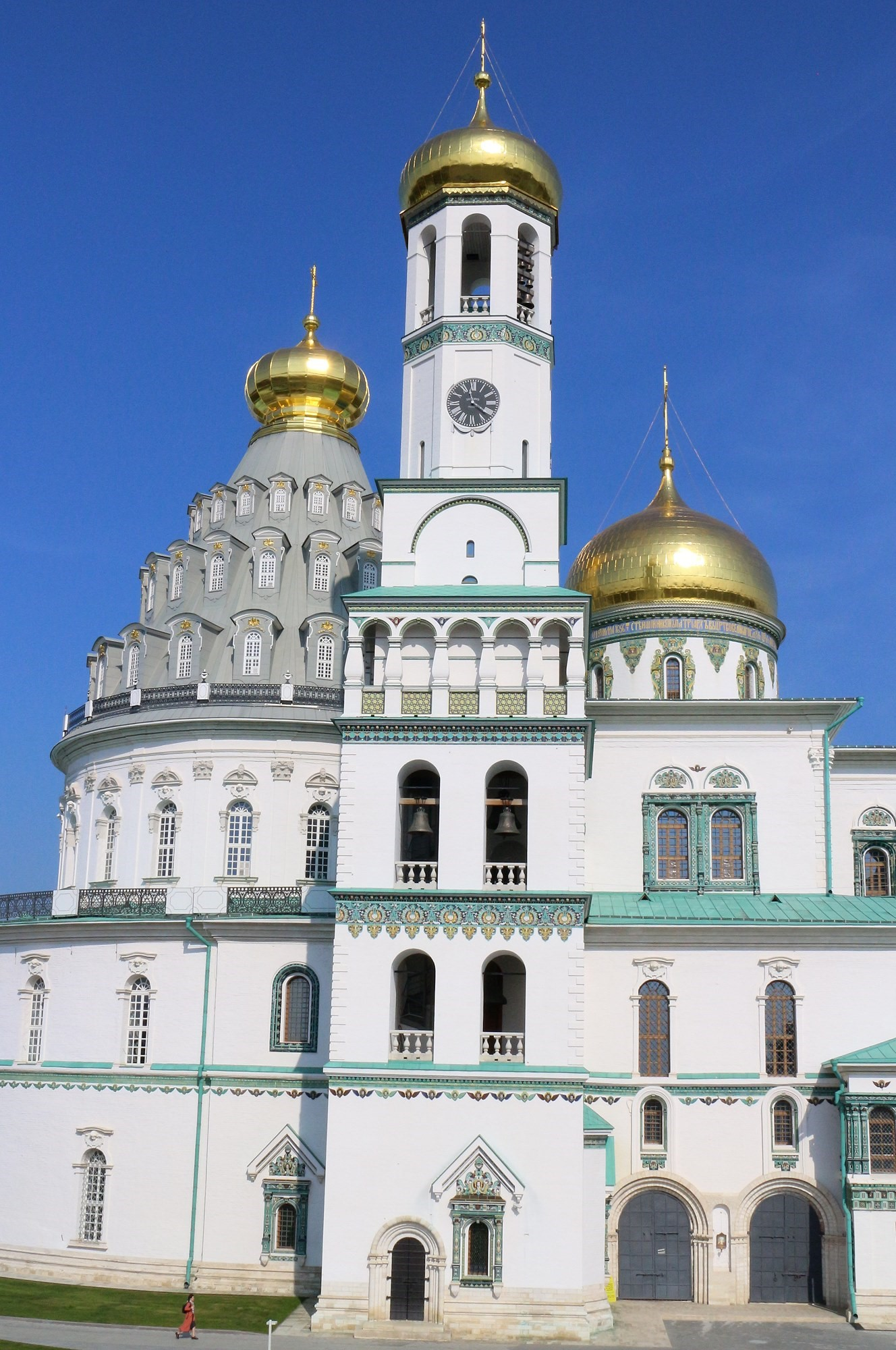
Ротонда, колокольня, Большая глава
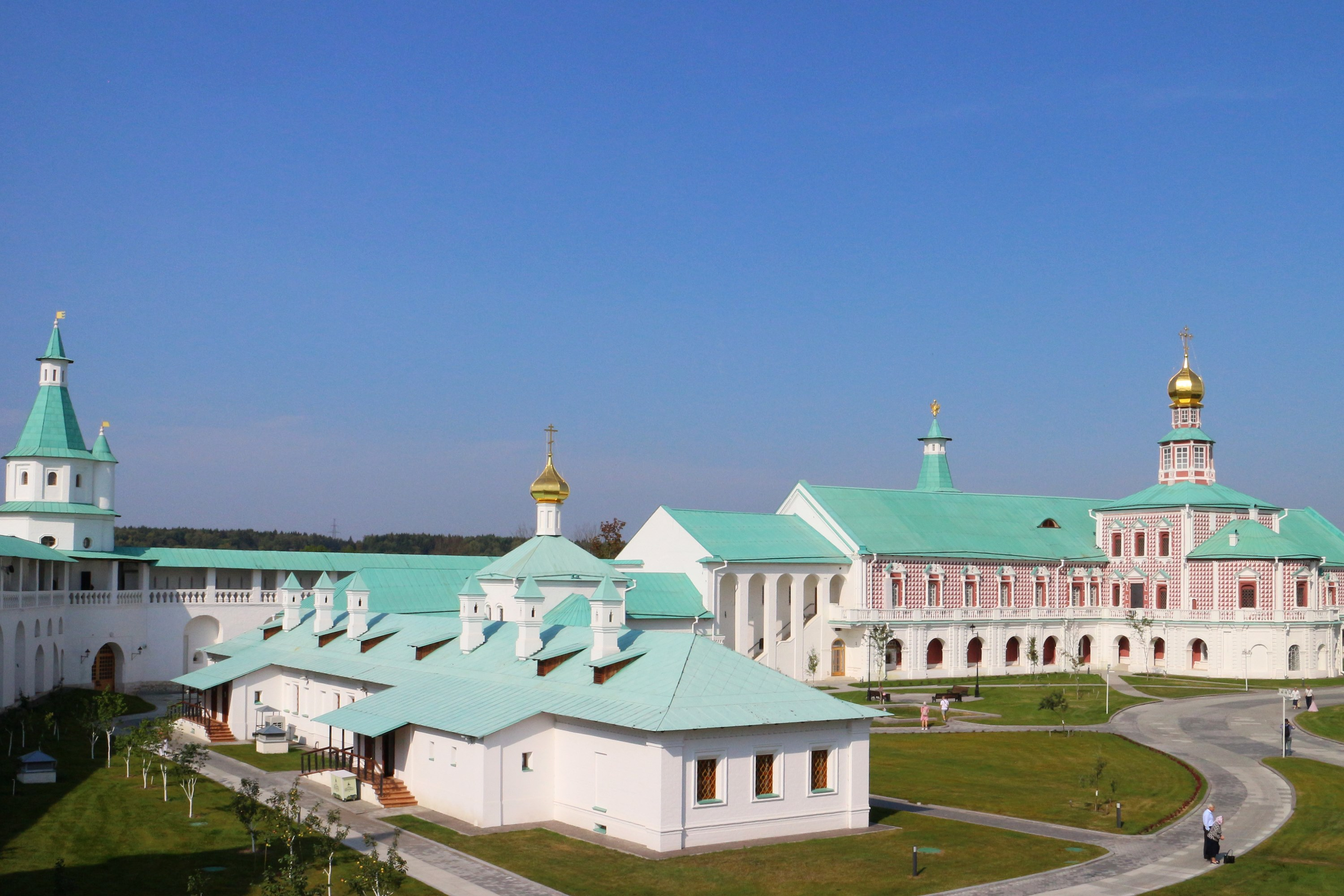
Церковь Трех Святителей Великих , Трапезные палаты, Рождественская церковь
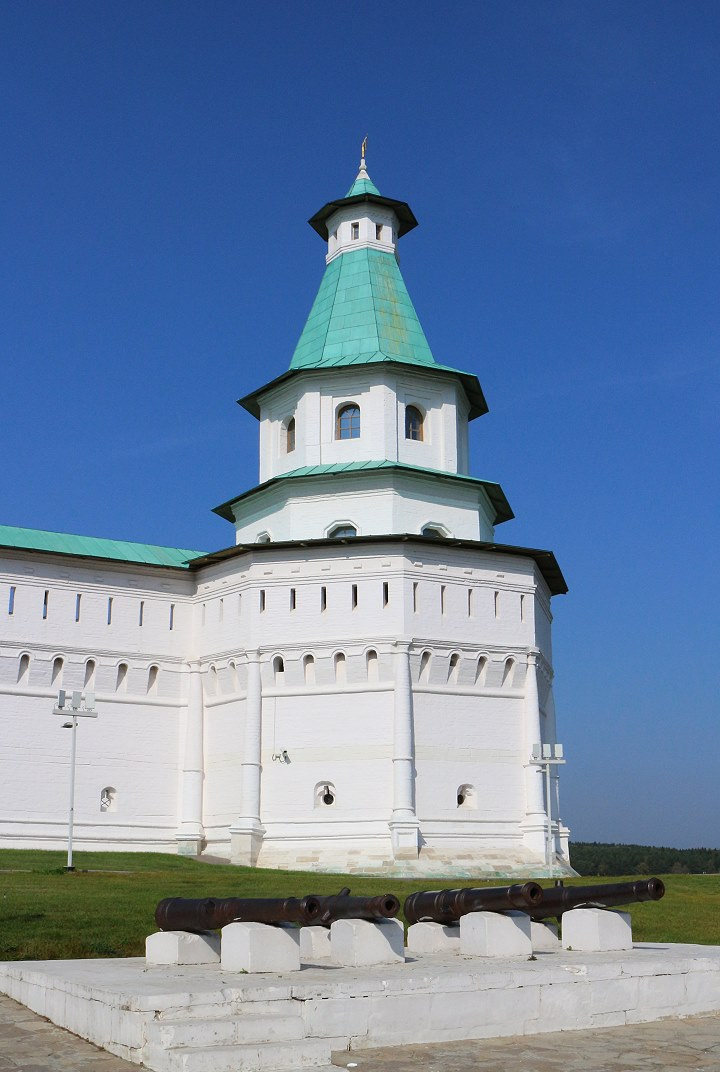
Дамасская башня и пушки
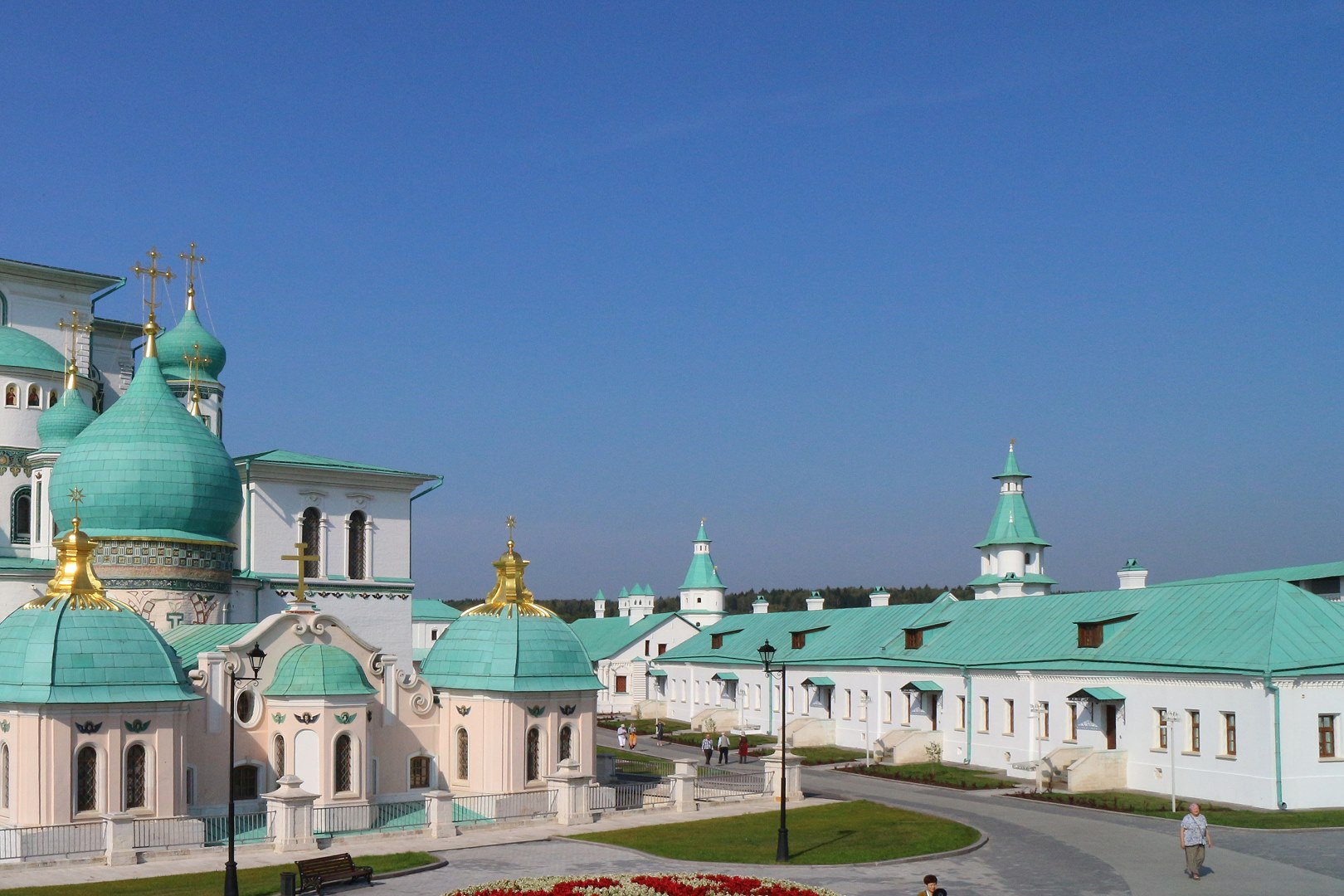
Братский корпус, башня Варуха, башня Иноплеменничья
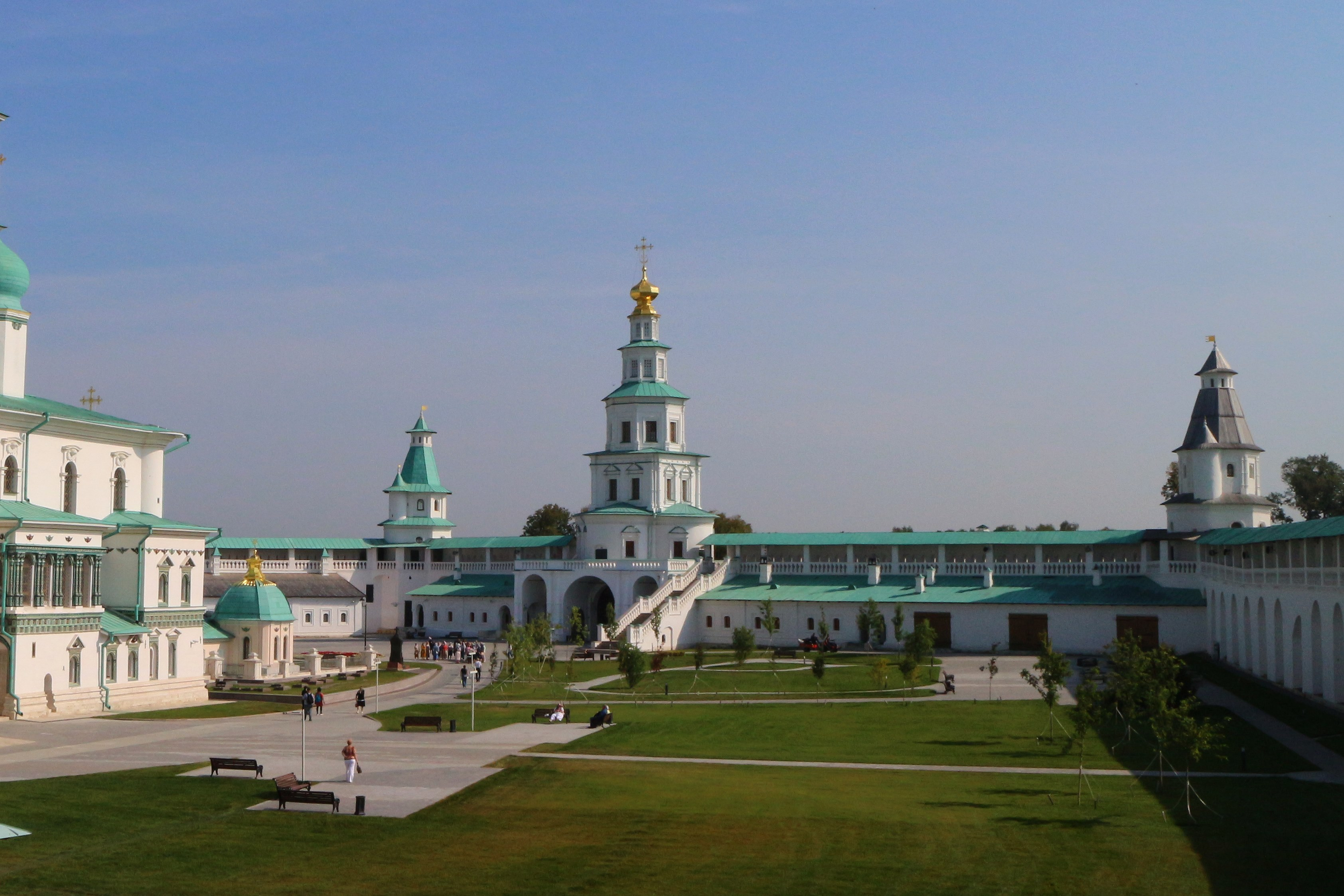
Иерусалимская надвратная церковь, справа - Гефсиманская башня
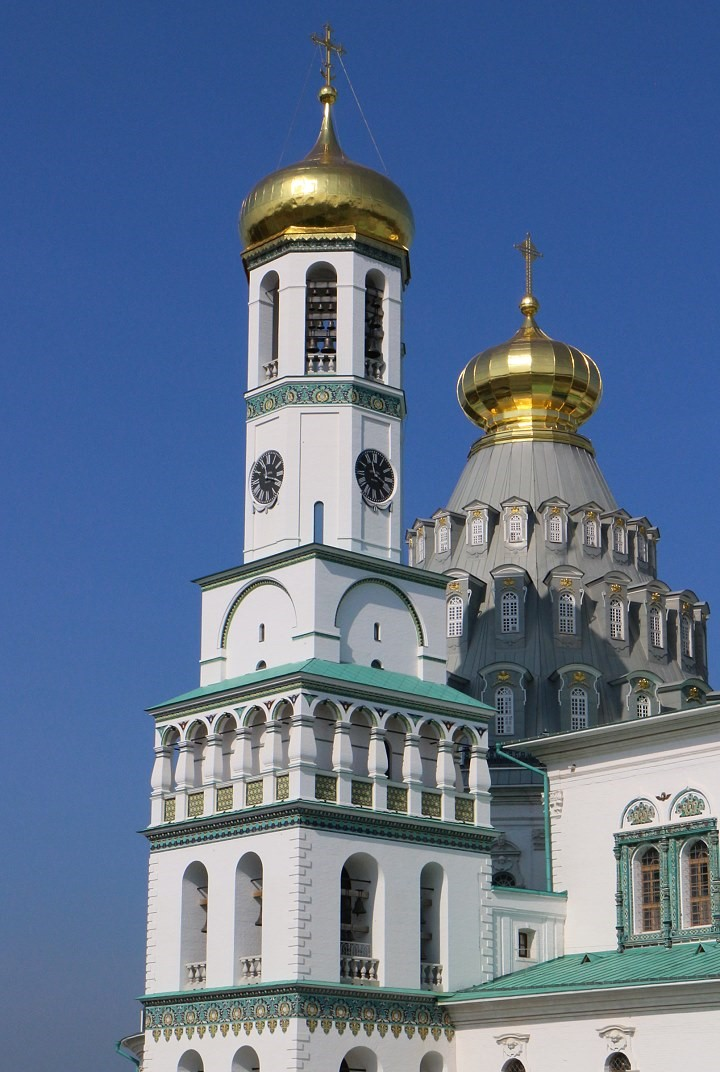
Колокольня и ротонда
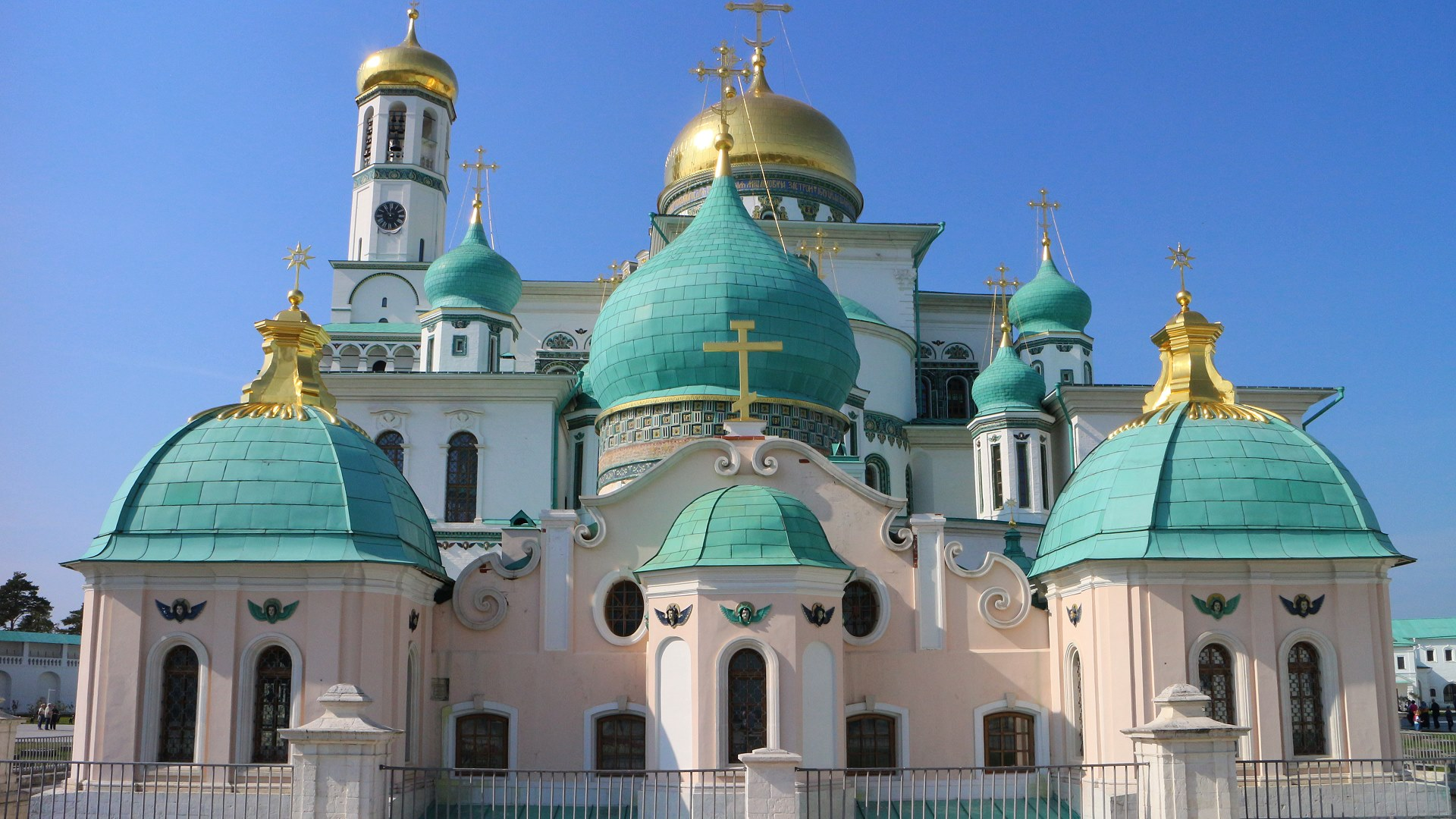
Церковь Константина и Елены
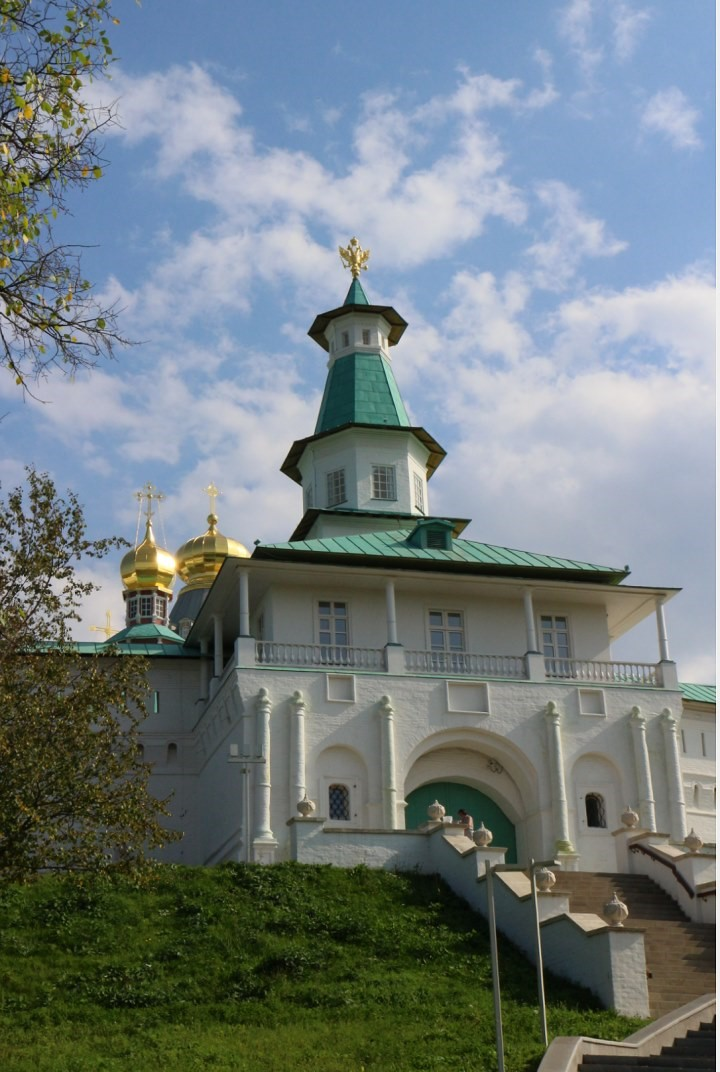
Западная надвратная башня
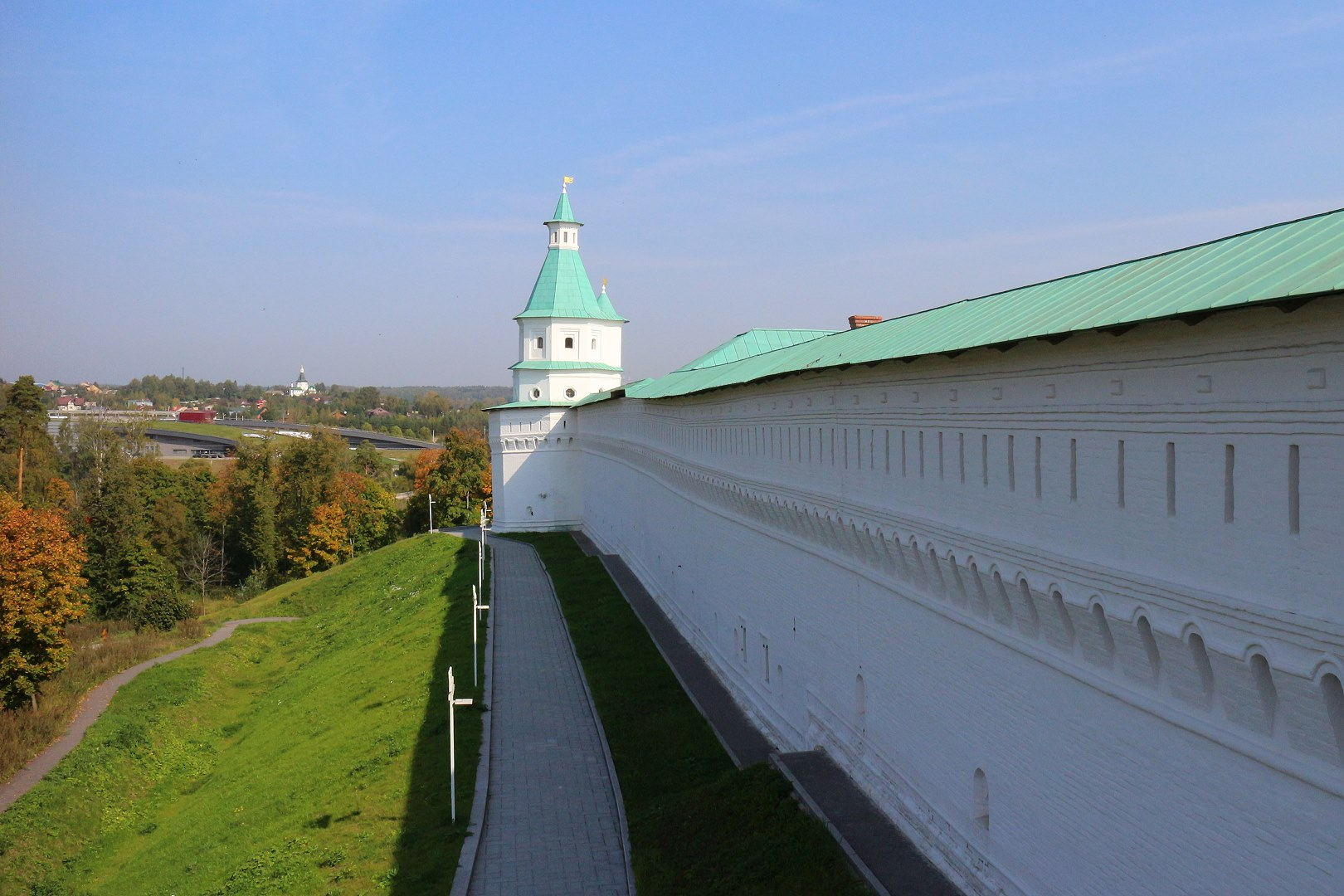
Иноплеменничья башня - внешняя сторона

## Список архитектурных сооружений
- Воскресенский собор (1658—1685)

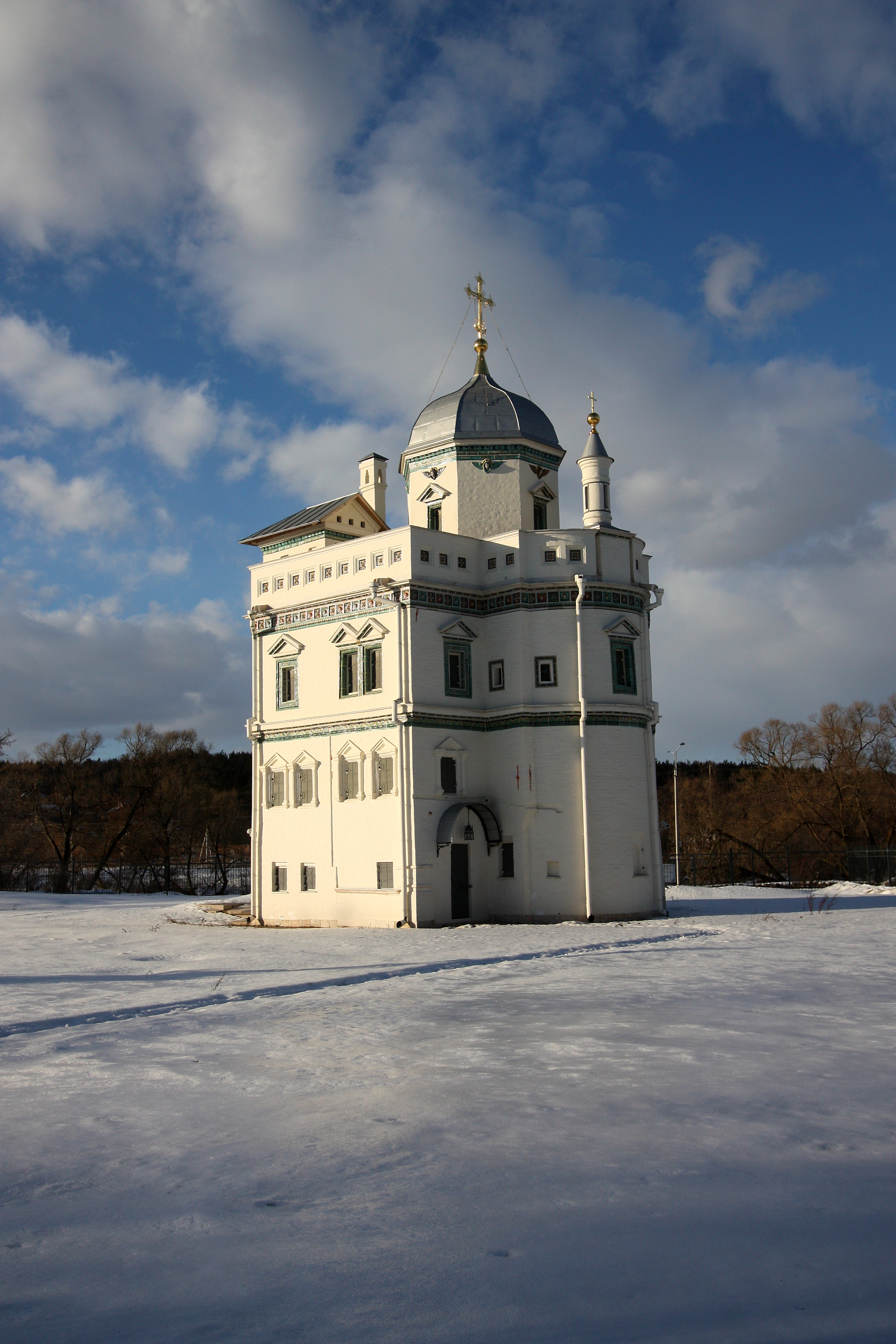
Скит Никона

- Колокольня (разрушена в 1941 году, восстановлена после реставрации 2011—2016 годов)
- Храм Константина и Елены (подземный)
- Святые ворота с надвратным храмом (1694—1697)
- Трапезная с храмом Рождества Христова (конец XVII в.)
- Палаты царевны Татьяны Михайловны (конец XVII в.)
- Солодовые и кузнечные палаты (1690—1694)
- Настоятельские покои
- Братский корпус
- Караульные палаты
- Палаты «монастырских детёнышей»
- Больничные палаты (конец XVII в.)
- Квасной погреб

### Крепостные стены и башни (1690—1694)
- Гефсиманская башня
- Сионская башня
- Давидов дом
- Надвратная Елизаветинская башня
- Иноплеменничья башня
- Башня Варуха
- Ефремова башня
- Дамасская башня

### Постройки, расположенные за крепостной стеной
- Скит Никона (1658)
- Музей деревянного зодчества: мельница, церковь (сгорела в 2000), часовня, крестьянская изба.

## Современная жизнь обители. Деятельность Попечительского совета

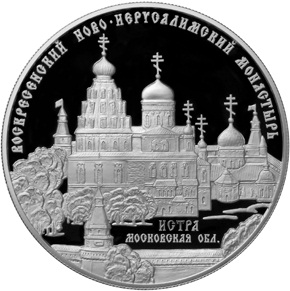
Памятная монета Банка России (2012)

Наместник монастыря с мая 2008 года (утверждён Священным синодом 23 июня 2008 года) — игумен Феофилакт (Безукладников).
Монастырь имеет подворье: храм Воскресения Христова, Санкт-Петербург, Камская улица, 11, лит А.

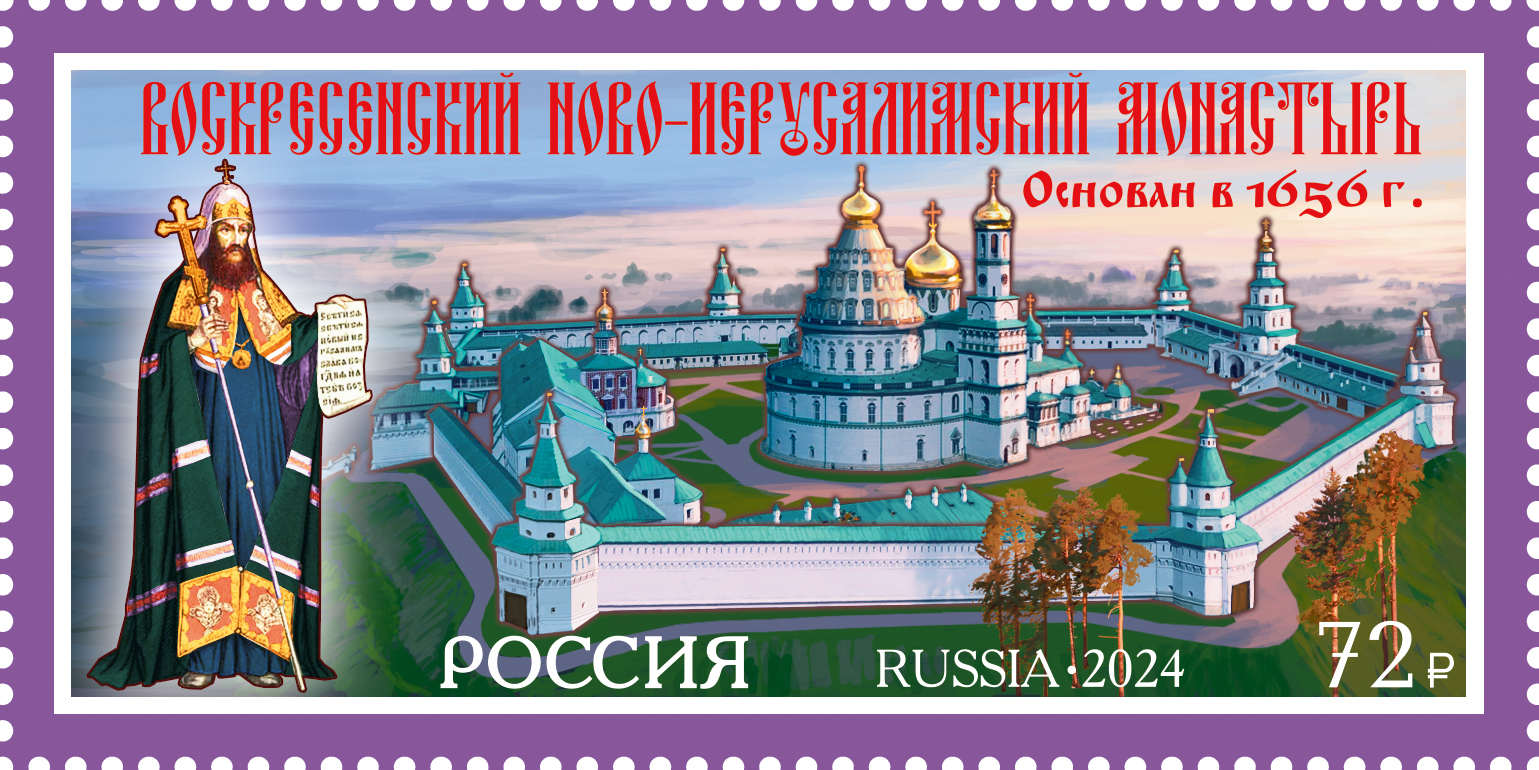
Почтовая марка, 2024 год. Серия «Монастыри Русской православной церкви». Воскресенский Ново-Иерусалимский монастырь

23 июля 2008 года монастырь с неофициальным визитом посетили президент России Дмитрий Медведев и патриарх Алексий II; было принято решение о создании Попечительского совета для оказания помощи в восстановлении монастыря. В октябре 2008 года президент России Дмитрий Медведев призвал за ближайшие 5—7 лет полностью восстановить Новоиерусалимский монастырь. 20 октября в Кремле состоялось первое заседание Попечительского совета благотворительного фонда по восстановлению монастыря, в котором приняли участие президент России Дмитрий Медведев, патриарх Алексий II, первый вице-премьер Виктор Зубков, вице-премьер, министр финансов Алексей Кудрин, помощник президента Олег Марков, министр культуры Александр Авдеев, глава Минэкономразвития Эльвира Набиуллина, министр связи и массовых коммуникаций Игорь Щёголев, полпред президента РФ в Центральном федеральном округе Георгий Полтавченко, губернатор Московской области Борис Громов, наместник Новоиерусалимского монастыря игумен Феофилакт (Безукладников), президент «ВТБ» Андрей Костин, глава корпорации «Ростехнологии» Сергей Чемезов и президент ОАО «РЖД» Владимир Якунин. Патриарх заявил, что разработана концепция развития монастыря «как великой святыни христианского мира и как современный духовно-воспитательный и образовательный центр, призванный раскрывать всем, и особенно — молодёжи, душеполезный смысл нетленных ценностей нашего Отечества». Дмитрий Медведев сообщил, что фонд по восстановлению Новоиерусалимского монастыря возглавит первый вице-премьер правительства РФ Виктор Зубков. 9 марта 2009 года президент России Медведев подписал Указ «О мерах по воссозданию исторического облика Воскресенского Ново-Иерусалимского ставропигиального мужского монастыря Русской православной церкви». В конце сентября 2009 года патриарх Иерусалимский Феофил во время встречи в Иерусалиме с первым заместителем председателя правительства РФ Виктором Зубковым заявил, что Иерусалимская патриархия готова оказать экспертную помощь в восстановлении монастыря.
Престольный праздник отмечается в Пасху (Воскресение Христово), а также в Антипасху, и в память Обновления храма Воскресения Христова в Иерусалиме 13 (26) сентября — Воскресение Слову́щее — накануне двунадесятого праздника Воздвижения Креста Господня.

## Настоятели
- Архимандрит Стефан (1656—1658)
- Архимандрит Герасим (1658—1665)
- Архимандрит Акакий (1665—1669)
- Архимандрит Исайя (1669—1671)
- Архимандрит Феодосий (1671—1673)
- Архимандрит Тихон (XVII в.)
- Архимандрит Филофей (1673—1680)
- Архимандрит Варсонофий (1680)
- Архимандрит Герман I (1681—1682)
- Архимандрит Никифор (1683—1685)
- Архимандрит Никанор (1686—1698)[86]
- Архимандрит Герман II (1698—1699)
- Архимандрит Арсений I (1699—1703)
- Архимандрит Игнатий (1703—1709, или 1710)
- Архимандрит Антоний I (Баутин) (1709 или 1710—1722)
- Архимандрит Лаврентий (Горка) (1722—1723)
- Архимандрит Киприан (Скрипицын) (1723—1727)
- Архимандрит Мелхиседек I (Борщов) (1727—1736)
- Архимандрит Карион (Голубовский) (1737—1742)
- Архиепископ Петр (Смелич) (1742—1744)
- Архимандрит Иларион (Григорович) (1744—1748)
- Архимандрит Амвросий (Зертис-Каменский) (1748—1765)
- Архимандрит Никон (Зертис-Каменский) (1765—1771)
- Епископ Сильвестр (Страгородский) (1771—1785)
- Архимандрит Павел (Пономарёв) (1785—1786)
- Архимандрит Аполлос I (Байбаков) (1786—1788)
- Архимандрит Платон (Любарский) (1788—1792)
- Архимандрит Нектарий (Шиянов-Чернявский) (1792)
- Архимандрит Варлаам (Головин) (1792—1799)
- Архимандрит Иероним (Понятский) (1799—1802)
- Архимандрит Гедеон (Ильин-Замацкий) (1802—1805)
- Архимандрит Мелхиседек II (Минервин) (1805—1813)
- Архимандрит Иона (Павинский) (1813—1817)
- Архимандрит Филарет (Амфитеатров) (1817—1819)
- Архимандрит Афанасий (Телятев) (1819—1821)
- Архимандрит Аполлос (Алексеевский) (1821—1837)
- Архимандрит Арсений (Нагибин) (1837—1843)
- Епископ Агапит (Вознесенский) (1843—1851)
- Архимандрит Мелхиседек III (Сокольников) (1851—1853)
- Архимандрит Климент (Мажаров) (1853—1856)
- Архимандрит Амфилохий (Казанский-Сергиевский) (1856—1860)
- Архимандрит Дионисий (1860—1862)
- Епископ Антоний (Радонежский) (1862—1866)
- Епископ Петр (Екатериновский) (1867—1869)
- Архимандрит Леонид (Кавелин) (1869—1877)
- Архимандрит Вениамин (Поздняков) (1877—1890)
- Епископ Христофор (Смирнов) (1890—1892)
- Архимандрит Андрей (Садовский) (1893—1898)
- Архимандрит Владимир (Филантропов) (1898—1903)
- Архимандрит Серафим (Чичагов) (1904—1905)
- Архиепископ Иустин (Охотин) (1905—1907)
- Епископ Тихон (Никаноров) (1907—1911)
- Архимандрит Иона (Лазарев) (1911-1912)
- Епископ Александр (Головин) (1912—1916)
- Епископ Трифон (Туркестанов) (1916—1918)
- Архиепископ Иоаким (Левицкий) (1918—1919)
- Епископ Палладий (Добронравов) (июнь — ноябрь 1919)
- Архимандрит Никита (Латушко) (18 июля 1994 — 23 июня 2008)
- Архимандрит Феофилакт (Безукладников) (с 23 июня 2008)

## Комментарии
1. ↑  По Уложению 1649 года монастырям запрещено было увеличивать свои земельные владения[3].
2. ↑  Построена в 1657 году или, по другим предположениям, в конце XVII века; разрушена в 1930-е годы.
3. ↑  То есть производства глиняных глазурованных изделий.
4. ↑  Надпись на надгробной плите могилы Заборского на южном фасаде Воскресенского собора[13].
5. ↑  Опись Бориса Остолопова — важнейший документ, помогающий исследователям восстановить облик собора в конце XVII века. Была впервые опубликована Леонидом (Кавелиным) в 1874 году, считалась утраченной, найдена в РГАДА А. Г. Авдеевым.
6. ↑  После посещения монастыря в 1749 году. Всего Елизавета Петровна побывала в Новом Иерусалиме три раза[23].
7. ↑  В Новгородском хронографе XVII века говорится о том, что патриарх во время возведения собора сверялся с привезённым ему чертежом.
8. ↑  Суханов привёз в Россию так называемую «иерусалимскую меру», сажень, которая использовалась при строительстве собора. В «Проскинитарии» приведена 1/16 «иерусалимской меры», равной 223 сантиметрам[35].
9. ↑  Об этом свидетельствовала круговая изразцовая надпись на сводах внутри собора[38].
10. ↑  По предположению архимандрита Леонида (Кавелина) в конце XVII века шатёр был покрыт гонтом, выкрашенным под мрамор. И. Грабарь и С. Торопов считали, что шатёр по тёсу был декорирован изразцами, имитирующими мрамор. Известно, что в 1707 году покрытие шатра было выполнено «белым железом», которое в том же году заменили тёсом. По версии Тепфера, вначале покрытие было из поливной черепицы коричневого и зелёного цветов. Однако со временем она стала осыпаться и её заменили белым железом[40].
11. ↑  Приделы Тернового венца, Разделения риз и Лонгина Сотника. Эти иконостасы дошли до наших дней неизменёнными[41].
12. ↑  Названа в честь императрицы Елизаветы Петровны[54].
13. ↑  Построена по проекту Бухвостова подрядчиками Филиппом Папугой и братьями Емельяном и Леонтием Михайловыми[55].
14. ↑  По проекту Евлашева-Ухтомского (1749) фундаменты и стены ротонды должны были возводиться заново, шатёр — сооружаться из кирпича[63].
15. ↑  В 1957 году идея восстановления «в характере XVII века» была отвергнута[67].
16. ↑  Трест создан в 1969 году для реставрации подмосковных памятников архитектуры.
17. ↑  Подписано в том числе академиком Дмитрием Лихачёвым[72].